# 逢坂山トンネル
逢坂山トンネル（おうさかやまトンネル）は、滋賀県大津市にある京都府との府県境に近い逢坂山に掘削されたトンネルである。
逢坂山には古代から逢坂関が置かれたが、京都（平安京）のすぐ東方にあり、東山道・北陸道が通過する逢坂関は交通の要衝だった。平安時代以降たびたび和歌に詠まれる名勝でもあり、トンネルの一部区間は琵琶湖国定公園第2種特別地域を通る。
本項目では以下の3本のトンネルについて記載する。いずれのトンネルも100年以上前に建設されたため、建設当時の「隧道」で表記を統一する。長さの単位も建設当時の表記を併用する。
1. 東海道本線の旧線区間にかつて存在した逢坂山隧道（旧逢坂山トンネル）
2. 東海道本線の新逢坂山隧道（新逢坂山トンネル）及び東山隧道（東山トンネル）
3. 京阪京津線の逢坂山隧道

## 東海道本線

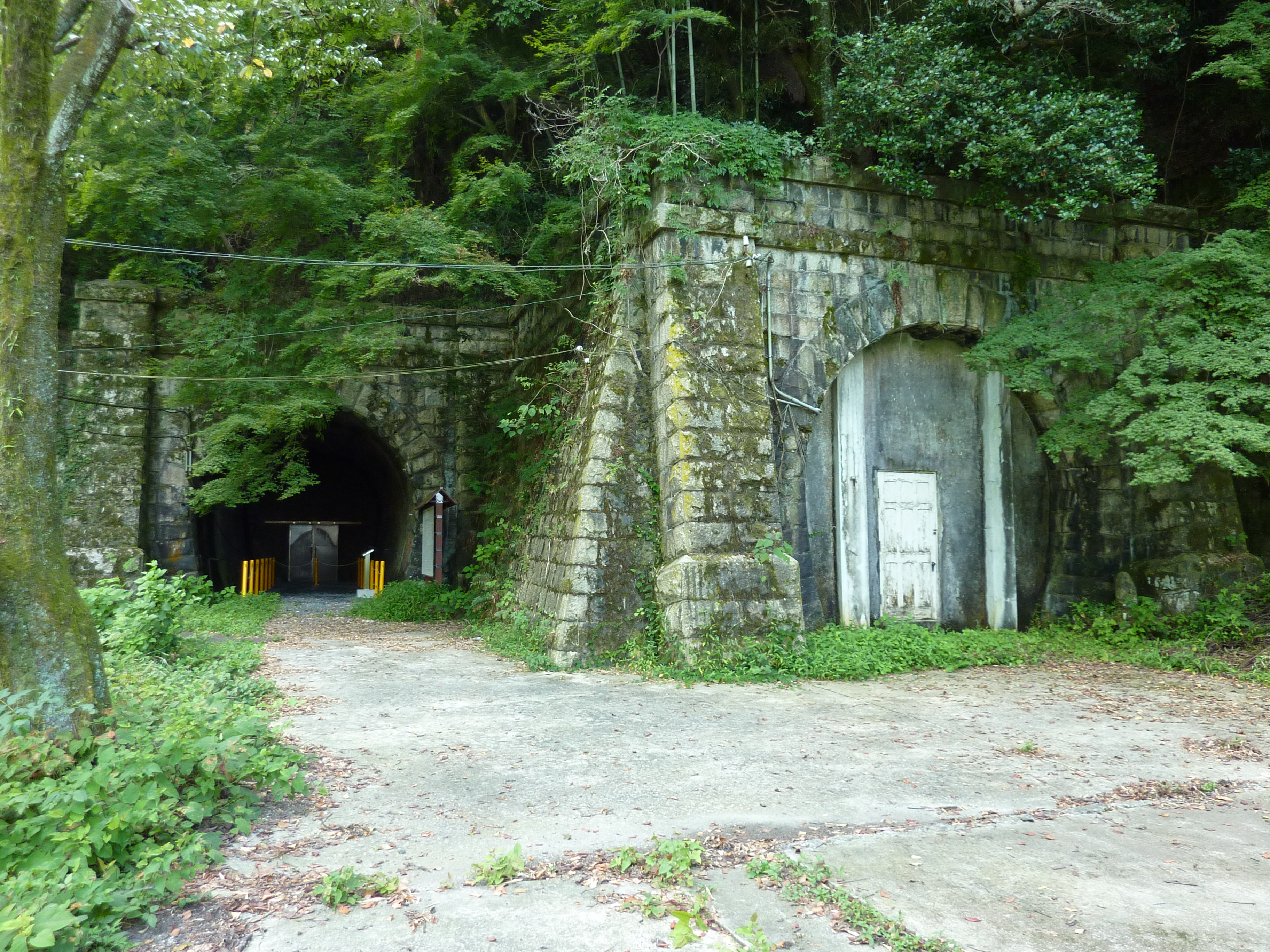
旧逢坂山隧道東口。名神高速道路の建設に伴い、西側坑口は埋められている。

### 逢坂山隧道
逢坂山隧道は日本で初めて掘削された山岳トンネルで、外国人技師に頼らず日本人だけで完成させた。工事の総監督は工技生養成所長の飯田俊徳が、現場の工事監督は工技生養成所卒業生の国沢能長が務め、工部省の生野銀山の鉱夫を借り受けるなどして、藤田組・吉山組の提携組が施工した。この工事の功績により、国沢能長は6等技手から3等技手に抜擢された。
この隧道は、長さ2,181呎（664.76m）、最大幅は14呎（4.267m）、施工基面（F.L.）の幅は10呎（3.048m）、高さは施工基面から15呎6吋（4.724m）、軌条面（R.L.）からは14呎（4.267m）で断面は馬蹄形だった。この断面は新橋駅（後の汐留駅） - 神戸駅間が開通する1889年（明治22年）まで鉄道隧道の標準とされた。構造は坑門が整層切石積みで控壁、要石を有している。坑内は煉瓦積みで、上半部のアーチは長手積み、側壁はイギリス積みを採用している。
この工事の竣功を記念して、隧道の東口には太政大臣三条実美の揮毫による「楽成頼功 明治庚辰七月」の石額（扁額）が、西口には鉄道局長技監井上勝による工事の経過を寿ぐ石額が掲げられた。「楽成頼功」は「工事に関わった人々の功に頼って落成した」を意味し、「落の字は落盤に通じるために楽に置き換えた」とされる。なお、西口は名神高速道路の建設に伴い盛土の地下に埋没したが、井上勝の石額（旧逢坂山隧道石額）は大阪市の交通科学館（1990年（平成2年）に交通科学博物館へ改称）に収蔵・展示され、同館閉館後は京都鉄道博物館へ移設・展示されている。
2024年（令和6年）9月に「大谷〜大津間の開業時の鉄道遺構」として土木学会選奨土木遺産に認定された。

#### 建設の経緯
1874年（明治7年）5月11日の大阪駅 - 神戸駅間の仮開業を経て、1877年（明治10年）2月5日に京都駅 - 大阪駅間が開業。その後、敦賀まで延伸する計画だったが、佐賀の乱・台湾征討・西南戦争等で政府の財政が逼迫し、鉄道建設を許さぬ状態となって着手が遅れていた。
京都駅 - 大津駅間の建設に際し、京都と大津を一直線で結ぶと東山と逢坂山に長大トンネルを2つ掘削しなければならず、当時の鉄道土木技術では不可能だった。そのため、東山を避けるルートの調査と測量が三次にわたって行われ、京都から南下して東山山地を大きく迂回して大津に向かうルートが採用された。具体的には、京都駅から南下して鴨川を渡り、伏見街道の西側に沿って南下し（現在の奈良線）、稲荷駅を経由して東山山地の南端である稲荷山に沿って山科盆地へ抜け、山科盆地を南西から北東方向に斜めに横断して追分村（現在の滋賀県大津市追分町）に至り、旧東海道の北側に沿って隧道を抜け、馬場駅（現・膳所駅）に達するものである。
1878年（明治11年）8月21日に全区間を4区に分けて着工。1879年（明治12年）8月18日、京都駅 - 稲荷駅 - 山科駅（初代） - 大谷駅間が仮開業。前述の通り、大谷 - 大津間の逢坂山には隧道を掘らざるを得ず、大谷 - 大津間を最短で結ぶ2,181呎（664.76m）の隧道が掘削された。これが逢坂山隧道である。
1878年（明治11年）10月5日に隧道東口（上関寺町側）、同年12月5日に隧道西口（大谷町側）から掘削開始。1879年（明治12年）9月10日に導坑が貫通し、1880年（明治13年）6月28日に完成。同年7月15日に大谷駅 - 馬場駅 - 大津駅（現・京阪線びわ湖浜大津駅）が開通した。総工費は20万3264円46銭。京都・大津間（11哩26鎖≒18.2km）は逢坂山隧道が完成した6月28日から1週間以内に開業する予定だったが、6月30日夜からの豪雨で京都・大谷間の線路数箇所が崩壊したために延期。同年7月14日に明治天皇の試乗が行われた後、7月15日から営業運転が開始された。

#### 複線化
1889年（明治22年）7月1日、新橋駅（後の汐留駅） - 神戸駅間が開通。その後、逢坂山隧道を含む京都駅 - 馬場駅間は25‰の急勾配区間が連続しており、輸送上のネックとなっていたために、東海道本線の中でも優先して複線化が計画された。1897年（明治30年）3月5日に大谷駅 - 京都駅間に下り線を増設し、1898年（明治31年）4月15日には馬場駅 - 大谷駅間の上り線増設に伴い上り隧道（2,210呎≒673.61m）が開通した。
1913年（大正2年）4月5日、東海道本線の列車本数増加に伴う線路容量不足を緩和するため、大谷駅 - 山科駅（初代）間の大塚地域（東京起点で323哩≒519.8km地点）に「大塚信号所」が設置された。信号所にはスイッチバック式の引き上げ線も設けられている。
なお、1914年（大正3年）から始まった東海道本線付け替え工事により、上水道に使用していた水源が枯渇したため、鉄道省が旧逢坂山隧道の噴水井戸を水源とする「南部水道」を建設し、1921年（大正10年）8月に大津市へ譲渡された。

#### 廃止後
その後、勾配を緩和した東山隧道（東山トンネル）と新逢坂山隧道（新逢坂山トンネル）が開通し、同区間の新線が1921年（大正10年）8月1日に開業すると同時に逢坂山隧道は鉄道トンネルとしての使命を終えたが、東京帝国大学航空研究所が旧逢坂山隧道を利用して航空機の細密研究を行っていた。太平洋戦争中の1945年（昭和20年）、B29の戦略爆撃に対する三菱重工業京都発動機製作所の工場疎開先として旧逢坂山隧道内に工作機械が置かれ、同年5月19日から航空機部品工場として敗戦まで使用された。1947年（昭和22年）9月、京都大学理学部教授の佐々憲三が旧逢坂山隧道を使用した逢坂山観測所を創設して地殻変動の観測を開始。1970年（昭和45年）以降は京都大学防災研究所附属地震予知センター（現・地震災害研究センター）の逢坂山観測所として使用されており、隧道東口はトンネル内に設置した観測装置への通路となっている。
1960年（昭和35年）10月14日（鉄道記念日）に「旧逢坂山ずい道東口」が日本国有鉄道（当時）により鉄道記念物に指定されている。2009年（平成21年）2月6日、経済産業省により「8. 山岳・海峡を克服し全国鉄道網形成に貢献したトンネル建設等の歩みを物語る近代化産業遺産群」として「近代化産業遺産群 続33」の一つに認定されている。
なお、西口は扉のないコンクリート壁で完全に閉鎖されており、名神高速道路の建設に伴い「旧大谷駅」の遺構と共に盛土の地下に埋没している。名神高速道路（上り線側）蝉丸トンネル西側入口の上には1962年（昭和37年）12月に当時の日本道路公団が建設した「旧東海道線 逢坂山とんねる跡」の記念碑が建てられており、裏面に「この地下十八米の位置に埋没した」旨が記載されている。蝉丸トンネル西側入口の左横に「逢坂山隧道西口の遺構」のように見える構造物があるが、実際は国土地理院の地理院地図でも判るように、名神高速道路沿いに設けられた水路の一部である。

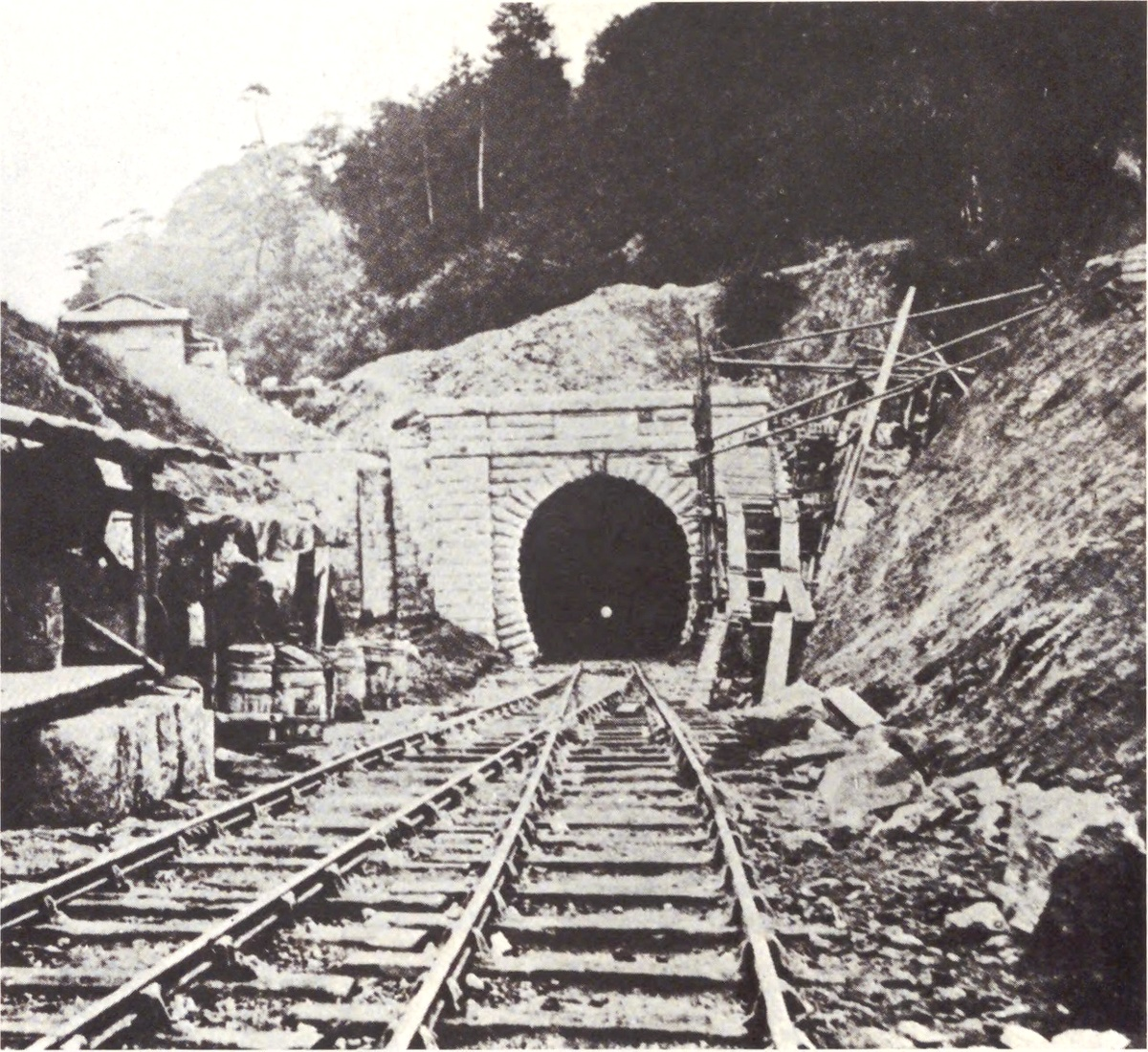
工事中の逢坂山隧道西口（1880年頃）
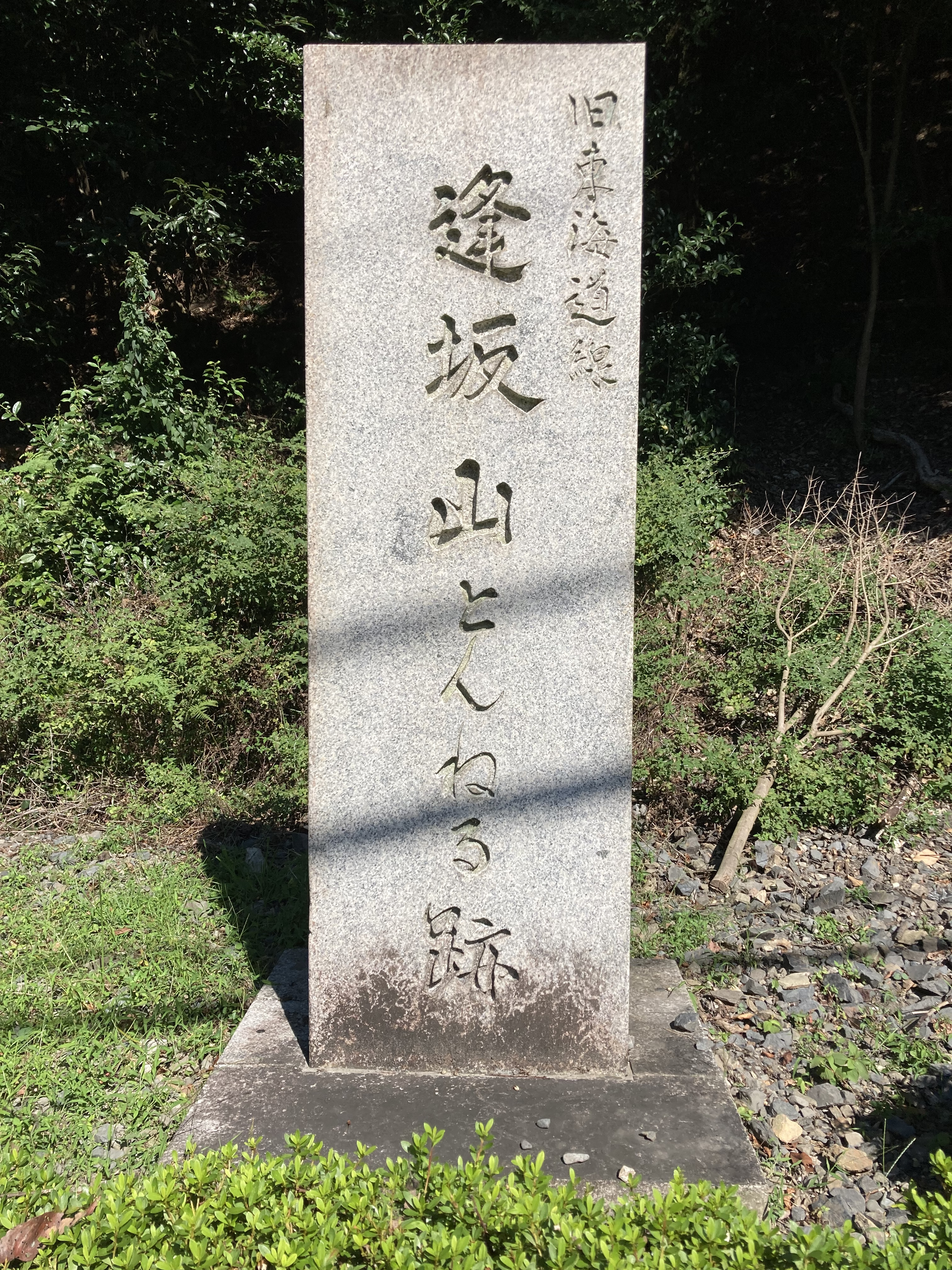
旧東海道線逢坂山隧道西口跡碑 正面（2023年9月）
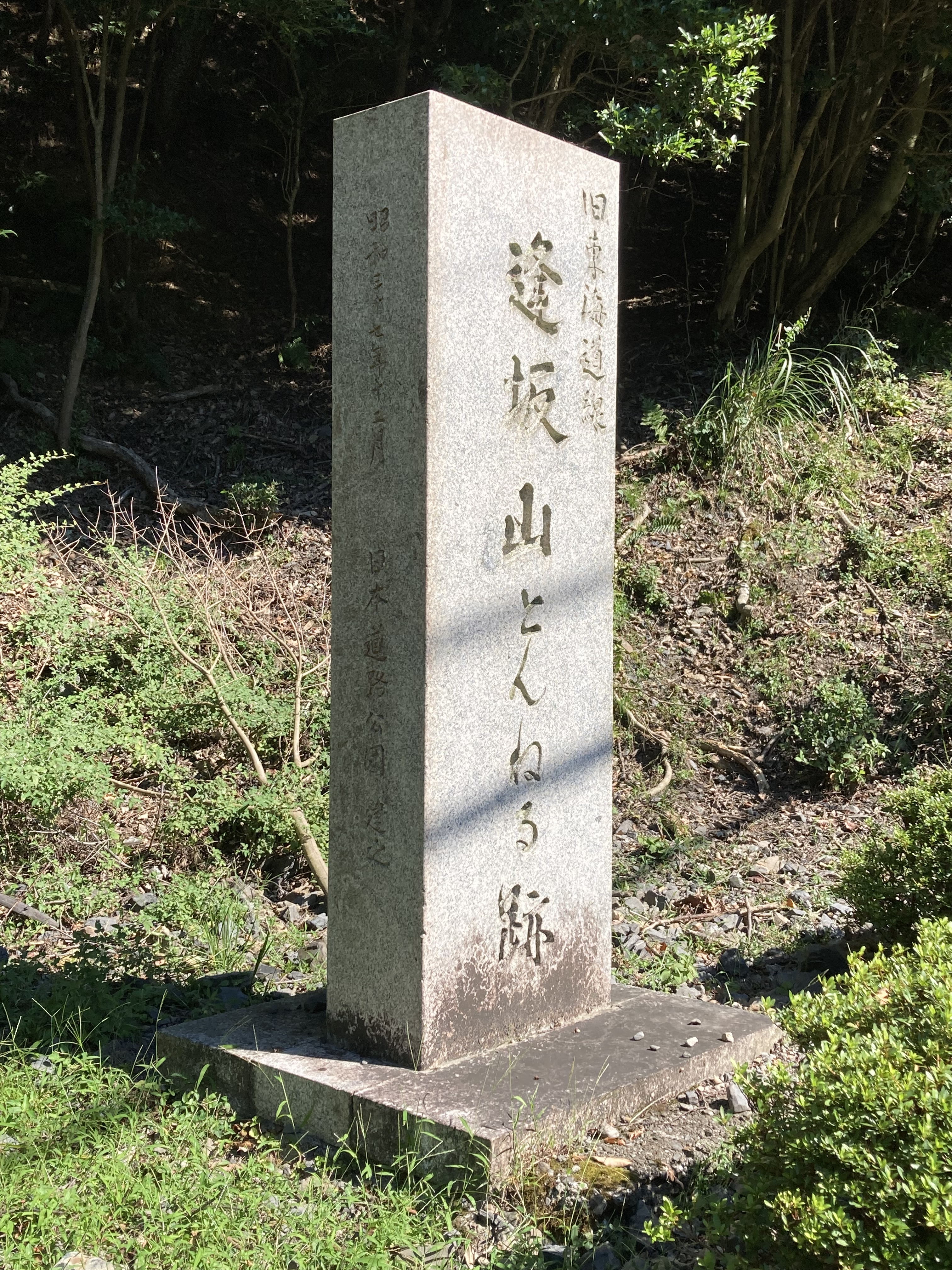
旧東海道線逢坂山隧道西口跡碑 表側面（2023年9月）
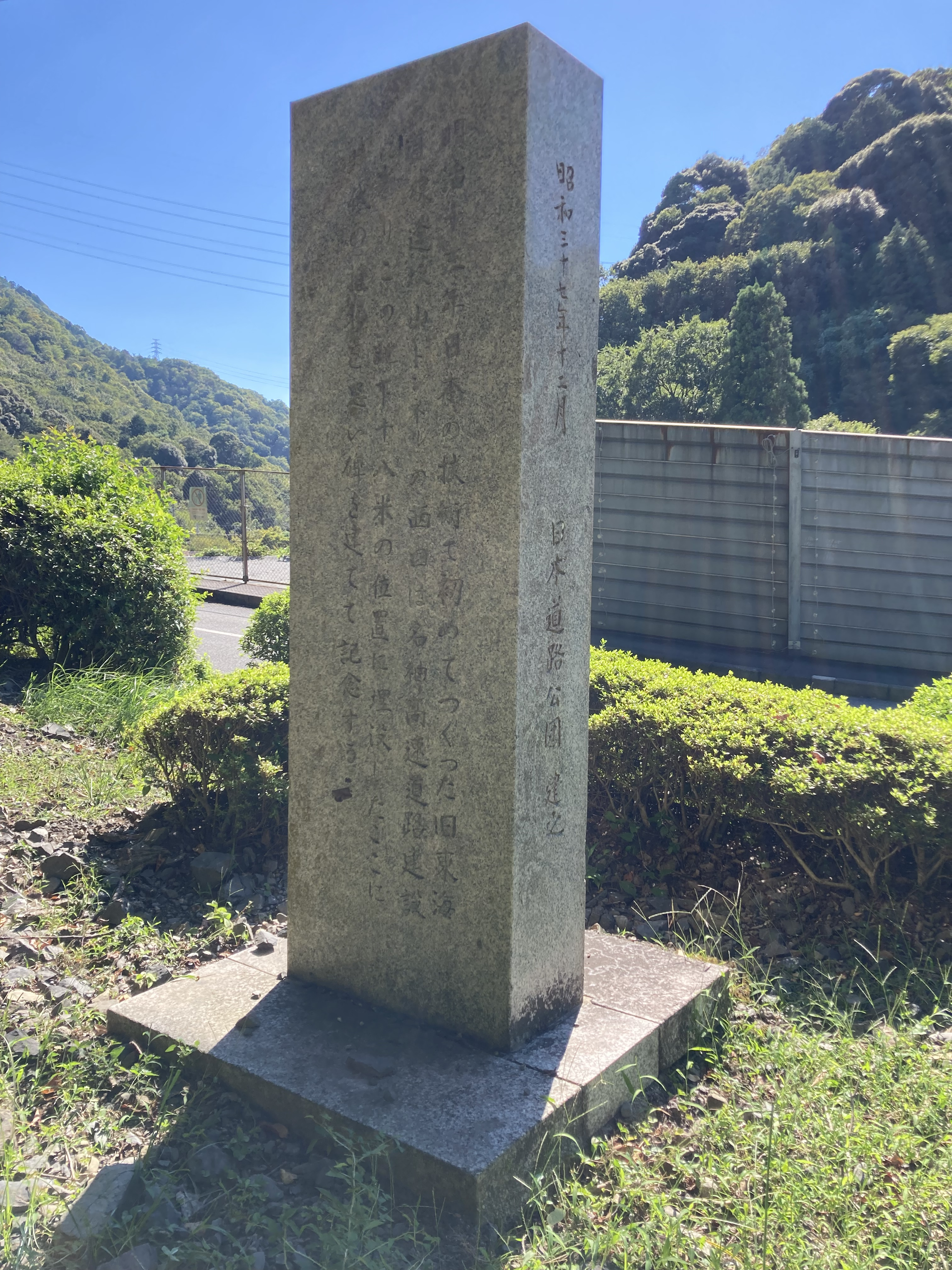
旧東海道線逢坂山隧道西口跡碑 裏側面（2023年9月）

### 新逢坂山トンネル・東山トンネル
新逢坂山隧道（新逢坂山トンネル）と東山隧道（東山トンネル）は後述のように並行して工事が行われたため、東山トンネルについてもここで述べる。
新逢坂山隧道（新逢坂山トンネル）は、旧逢坂山隧道と比べて勾配が緩和されたが、蒸気機関車にとっては難所であることには変わらず、1935年（昭和10年）の新聞記事中では「ばい煙列車を悩ましている苦熱地獄」と表現されている。
1914年（大正3年）12月31日に新線工事を着工。新逢坂山隧道（7629.5呎≒2,325.47m）、東山隧道（6118呎≒1,864.76m）共にトンネル断面が大きくなるのを避けて、中心間隔30呎（9.144m）の単線隧道二線並列で建設され、新逢坂山隧道は1919年（大正8年）9月25日、東山隧道は1921年（大正10年）5月11日に竣工した。この時掘削されたトンネルは、現在の新逢坂山隧道の下り内側線と下り外側線、東山隧道の上り外側線と上り内側線である。
1921年（大正10年）8月1日、東海道本線の新線区間が開業。旧線区間の京都 - 稲荷間は奈良線に転用、稲荷 - 馬場間は廃線となった。廃線敷は1956年（昭和31年）に「京都バイパス」建設のため測量・土質調査が行われていたが、同路線が名神高速道路の一部に組み込まれたため、廃線敷も名神高速道路に転用されている。
2005年（平成17年）に「東山トンネル・新逢坂山トンネル」が土木学会選奨土木遺産に選ばれている。

#### 建設の経緯
前述のように逢坂山隧道を含む東海道本線は複線化されたものの、依然として25‰の急勾配が連続する区間で、補助機関車を連結して平坦区間との輸送力の格差を縮める措置を採っていた。しかし蒸気機関車の牽引力は急勾配区間では激減し、補助機関車1両を増設した場合でも牽引力は5割増し程度にしかならず、輸送のネックとなっていた。
そこで1910年（明治43年）5月、西部鉄道管理局は、京都 - 馬場（現・膳所）間の勾配改良のため、線路変更工事を計画した。路線の選定にあたっては東山の地質が不良であることを考慮して、同所にトンネルを設けずに山麓を迂回して稲荷山方面から山科に抜けるルートが考えられたが、精密な調査の結果、将来の運転及び保線の面から東山にトンネルを掘削するルートが選定された。しかし、この計画も経費その他の関係で直ちに実行には移されず、1914年（大正3年）になって着手された。
神戸鉄道管理局は改めて測量を行って新線の骨子を確定したが、これは1910年（明治43年）の測量線が多少変わった程度だった。1914年（大正3年）4月24日、神戸鉄道管理局は線路選定の稟申を提出したが、同年6月3日仙石貢総裁から、隧道は全て複線式とすること、東山隧道の勾配を全部1000分の6.7勾配（6.7‰）とすること、325哩49鎖50節（524.0km）から326哩7鎖（524.8km）に至る3か所の半径40鎖（804.7m）及び60鎖（1207.0m）の曲線はなるべく一つの緩曲線に変更することの3条件を付けて承認された。神戸鉄道管理局はその変更箇所に関して調査を行い、第3項の曲線に関しては半径80鎖（1,609.3m）に改正し、トンネルの掘削箇所はいずれも地質不良のため単線並列としたいとの意見を提出して、同年8月6日に承認されて新ルートが確定した。
新線工事は全区を2工区に分け、大津・山科間を第1工区として1914年（大正3年）12月31日に着手。山科・京都間の第2工区は1916年（大正5年）5月1日に工事に着手した。なお、トンネルの掘削に関して、従来はベルギー式の頂設導坑方式を採用していたが、ヨーロッパ大陸で大トンネルの掘削にオーストリア式の底設導坑方式が採用されているのを参考に、新逢坂山隧道山科口で坑門から長さ約2300呎（701.0m）にわたって試験的に上り線に頂設導坑方式、下り線に底設導坑方式を施工して優劣を比較した結果、底設導坑方式の方が有利であるとして、新逢坂山隧道の残部工事とその後に着手した東山隧道に底設導坑方式が採用され、その後の長大トンネルで本格的に採用されるようになった。
1921年（大正10年）8月1日に新線区間が開通。総工費は639万8963円余（当時）だった。これにより大津・京都間の勾配が緩和されて輸送力が増強されたほか、距離の短縮に伴い運転時間（所要時間）の短縮も実現され、二重の効果を挙げる事ができた。

#### 新逢坂山隧道
新逢坂山隧道は、1915年（大正4年）2月15日に東口（大津口）を起工し、同年2月21日に西口（山科口）の工事に着手。1917年（大正6年）10月11日に上り線の導坑が貫通、同年11月5日に下り線の導坑が貫通し、1919年（大正8年）9月25日に竣工した。トンネル断面は、高さは施工基面から19呎6吋（5.944m）、最大幅は16呎6吋（5.029m）、施工基面の幅は13呎（3.962m）と大型で、これは1911年（明治44年）4月に設置された広軌鉄道改築準備委員会が定めた広軌単線隧道定規と同一の断面とされる。広軌改築計画は1918年（大正7年）に発足した原内閣で中断したため、この断面は当時建設が進められていた岩越線（現・磐越西線）の一部のトンネル（平瀬トンネル）と新逢坂山隧道のみに見られる特殊な規格である。
従事した職工人夫は延べ人数で47万余人、5,200頭の牛馬を使用した。材料は石材14,433切、砂利568立坪（3413.97 m3）、砂2,840立坪（17069.87 m3）、煉瓦1992万5968枚、セメント22,892樽、掘削にはダイナマイト70万8600余個を使用した。工事期間中は第一次世界大戦の影響で各種職工人夫の人件費が高騰し、並人夫は50銭から2円50銭に、坑夫は70銭から2円80銭に昇騰した。新逢坂山隧道は単線並列式で中心間隔は30呎（9.144m）、工事費は149万9891円。工事中の崩壊事故は3回発生。導坑貫通時の測量誤差は中心線44mm、高低46mmだった。
坑門の意匠は、旧逢坂山隧道と同様に拱石、要石、控壁等を備えた装飾的要素の高いもので、上り線の東口（大津口）には鉄道院総裁添田寿一の揮毫による「一串無碍」、西口（山科口）には鉄道院副総裁古川阪次郎の揮毫による「其益旡方」の題額が、下り線の東口（大津口）には添田寿一による「中正以通」、西口（山科口）には古川阪次郎による「夷険泰否」の題額がそれぞれ掲げられた。

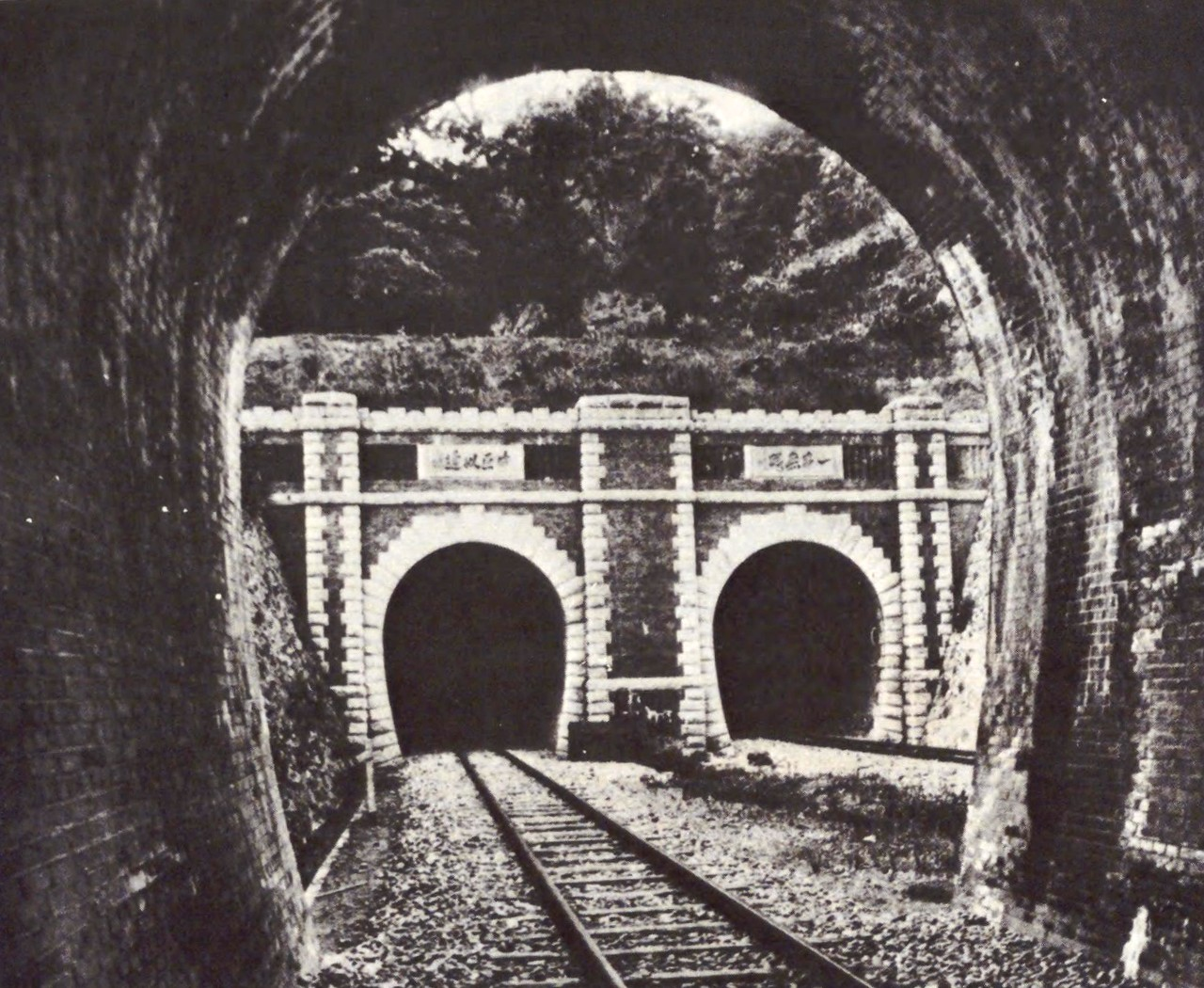
新逢坂山隧道（東口） 1919年（大正8年）9月完成
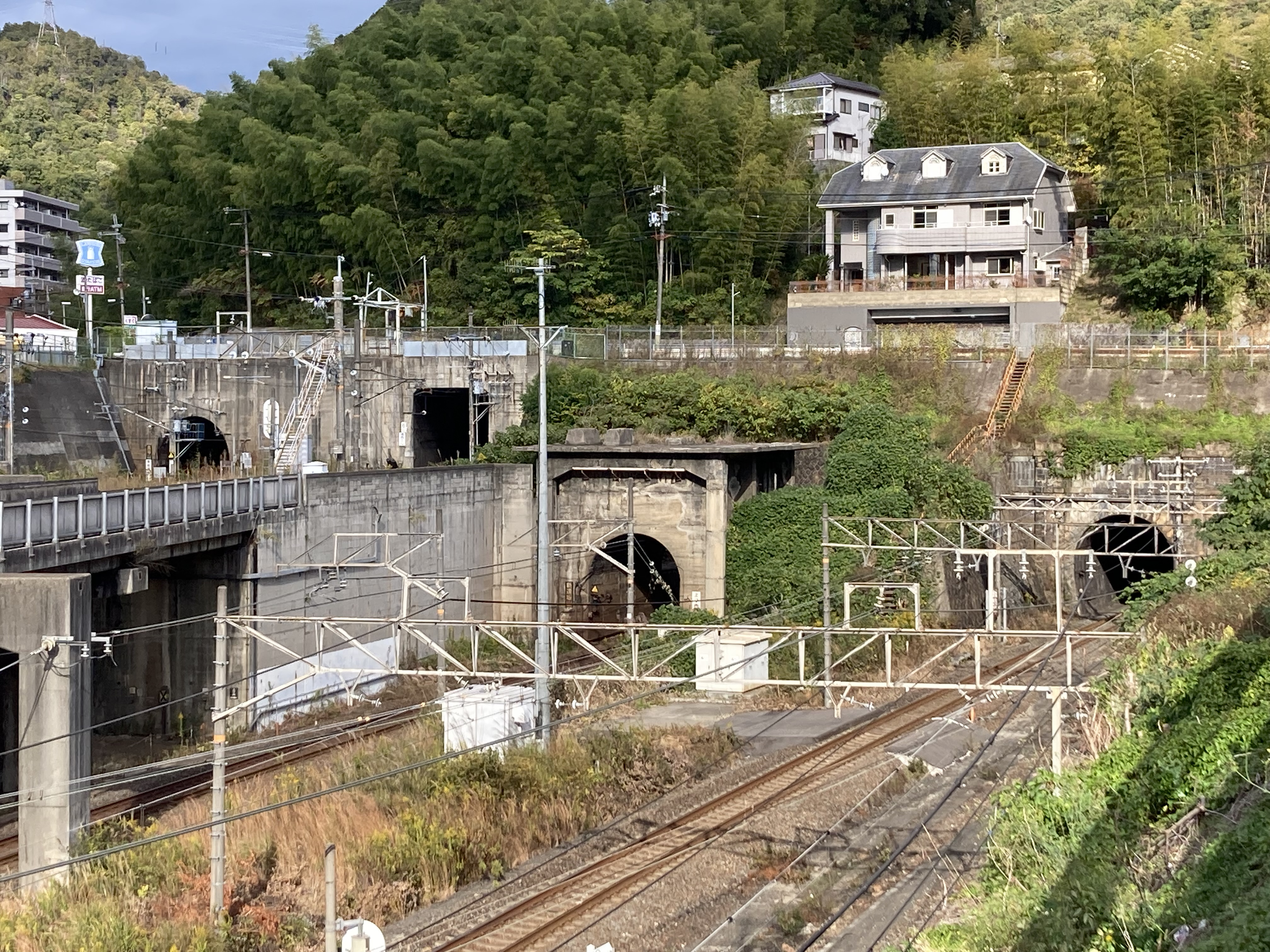
湖西線長等山トンネルと東海道本線新逢坂山隧道西口
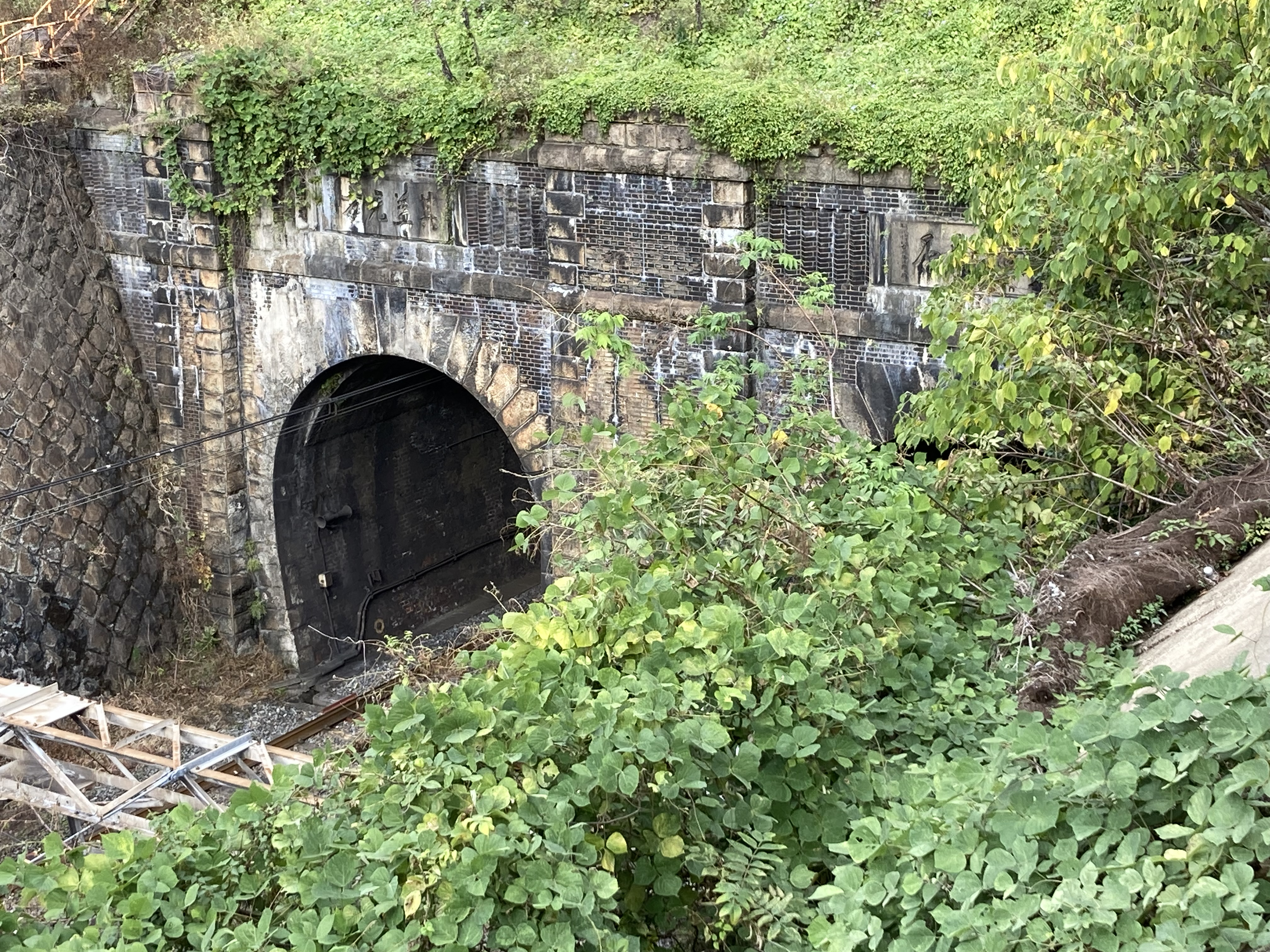
新逢坂山隧道下り内外線西口坑門 （下り外側線は雑草の陰に隠れている）
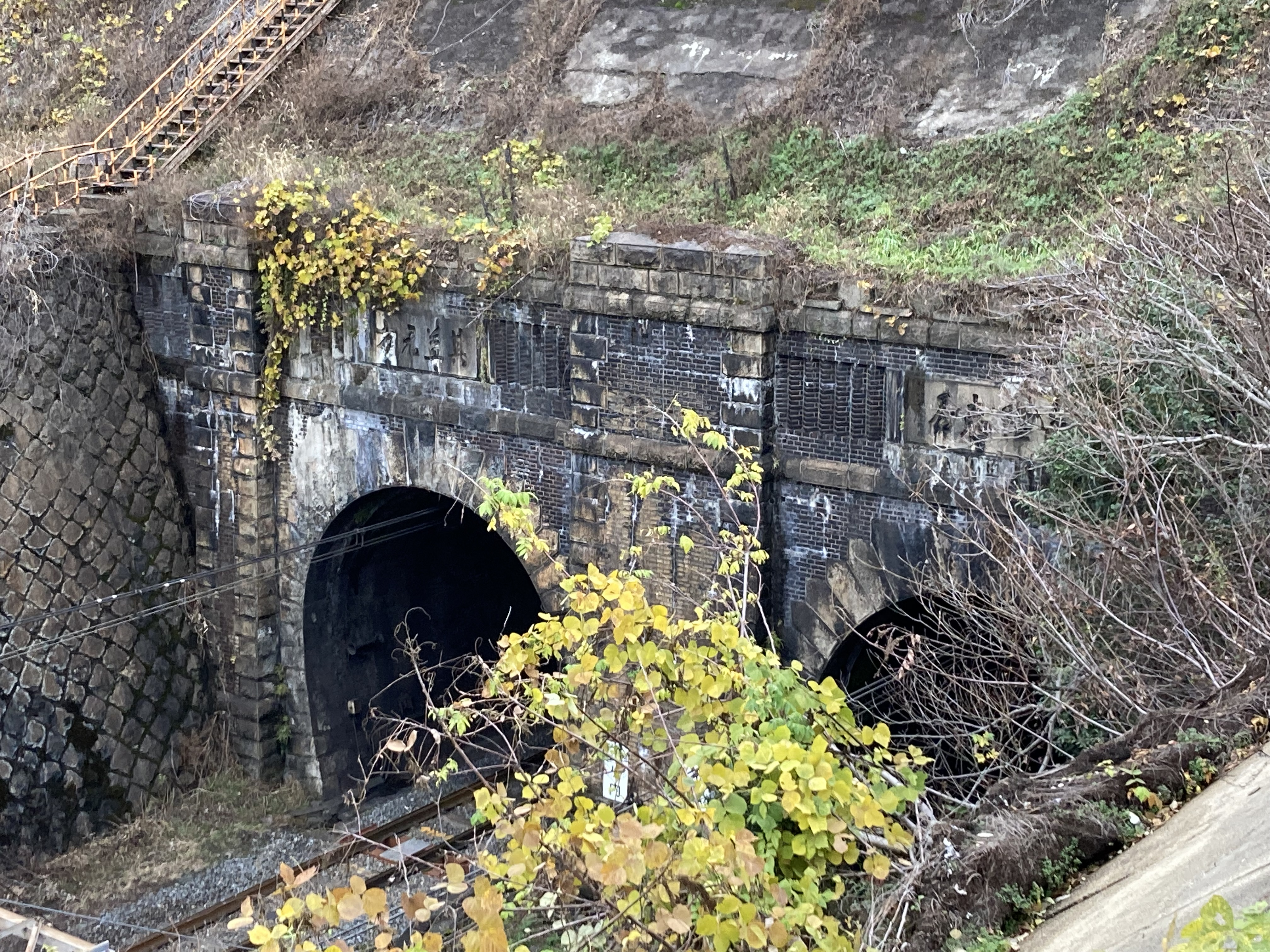
新逢坂山隧道下り内外線西口坑門 （2023年12月撮影）

#### 東山隧道
東山隧道は、新逢坂山隧道より遅れて1916年（大正5年）7月14日に西口（京都口）、同年7月23日に東口（花山口）の工事に着手し、1920年（大正9年）7月29日に上り線の導坑が貫通、同年8月24日に下り線の導坑が貫通し、1921年（大正10年）5月11日に竣工した。新逢坂山隧道と同様に手掘りだが、1918年（大正7年）11月末よりインガソール社製テンプル式削岩機が導入された。トンネル断面は1916年（大正5年）4月25日に制定された隧道建築定規（大正5年4月達第422号）の乙型断面を採用したため、高さは施工基面から19呎9吋（6.02m）、最大幅は16呎（4.877m）、施工基面の幅は12呎6吋（3.81m）と、新逢坂山隧道とは断面形状が異なっている。
従事した職工人夫は延べ人数で43万4千余人、8,300頭の牛馬を使用した。材料は石材12,200切、砂利561立坪（3371.9 m3）、煉瓦1827万4842枚、セメント28,625樽、掘削にはダイナマイト55万5000余個を使用した。東山隧道も単線並列式で中心間隔は30呎（9.144m）、工事費は220万6414円。工事中の崩壊事故は10回発生。導坑貫通時の測量誤差は中心線46mm、高低24mmだった。
坑門の意匠は、新逢坂山隧道と同様に装飾的要素の高いもので、上り線の東口（花山口）には神戸鉄道管理局長長谷川謹介の揮毫による「古今相照」、西口（京都口）には鉄道院理事野村彌三郎の揮毫による「品物威亨」の題額が、下り線の東口（花山口）には長谷川謹介による「山紫水明」、西口（京都口）には野村彌三郎による「如砥如矢」の題額がそれぞれ掲げられた。

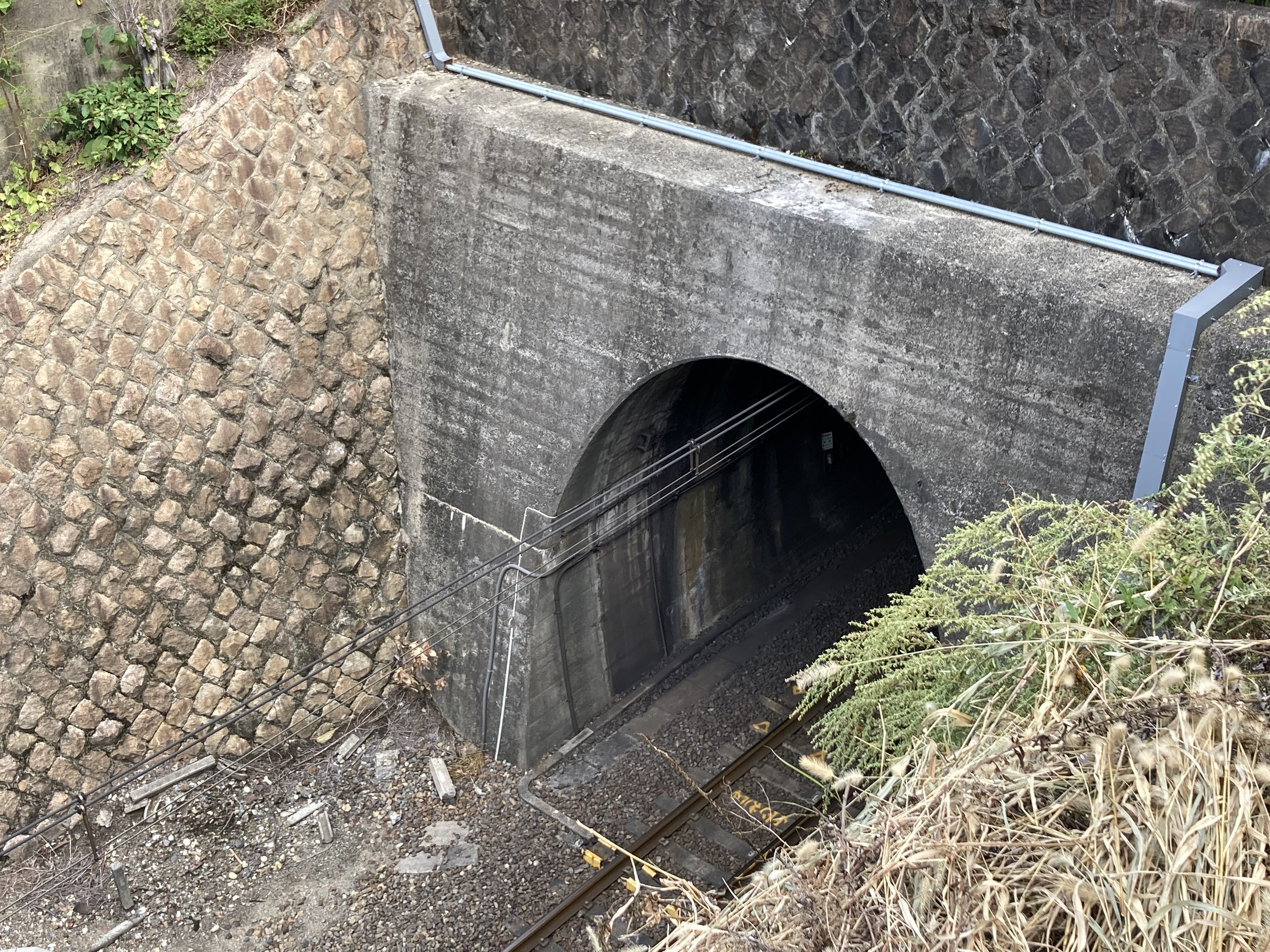
東山隧道下り内側線西口坑門
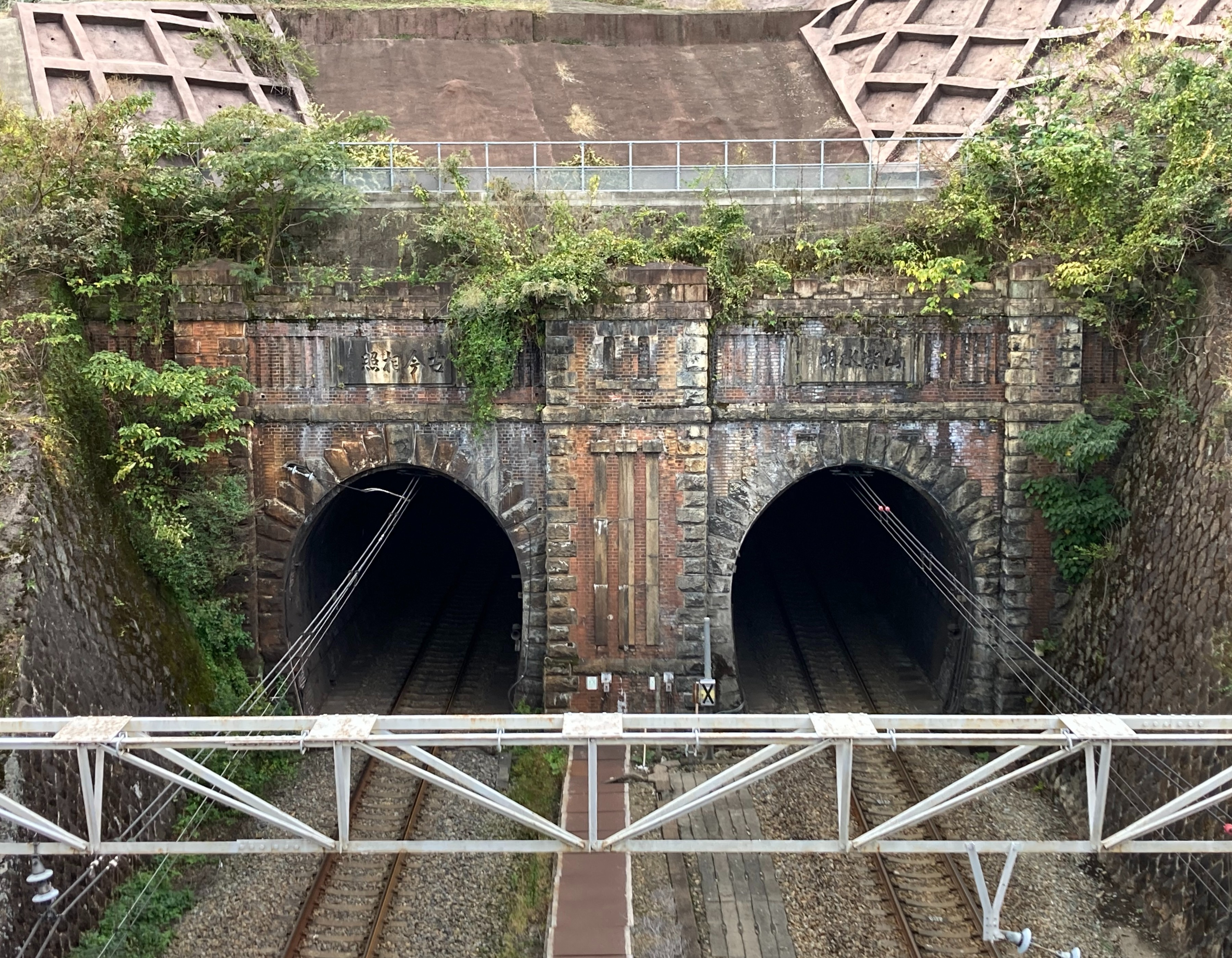
東山隧道東口（左：上り内側線、右：上り外側線）。題額の「古今相照」と「山紫水明」が確認できる。
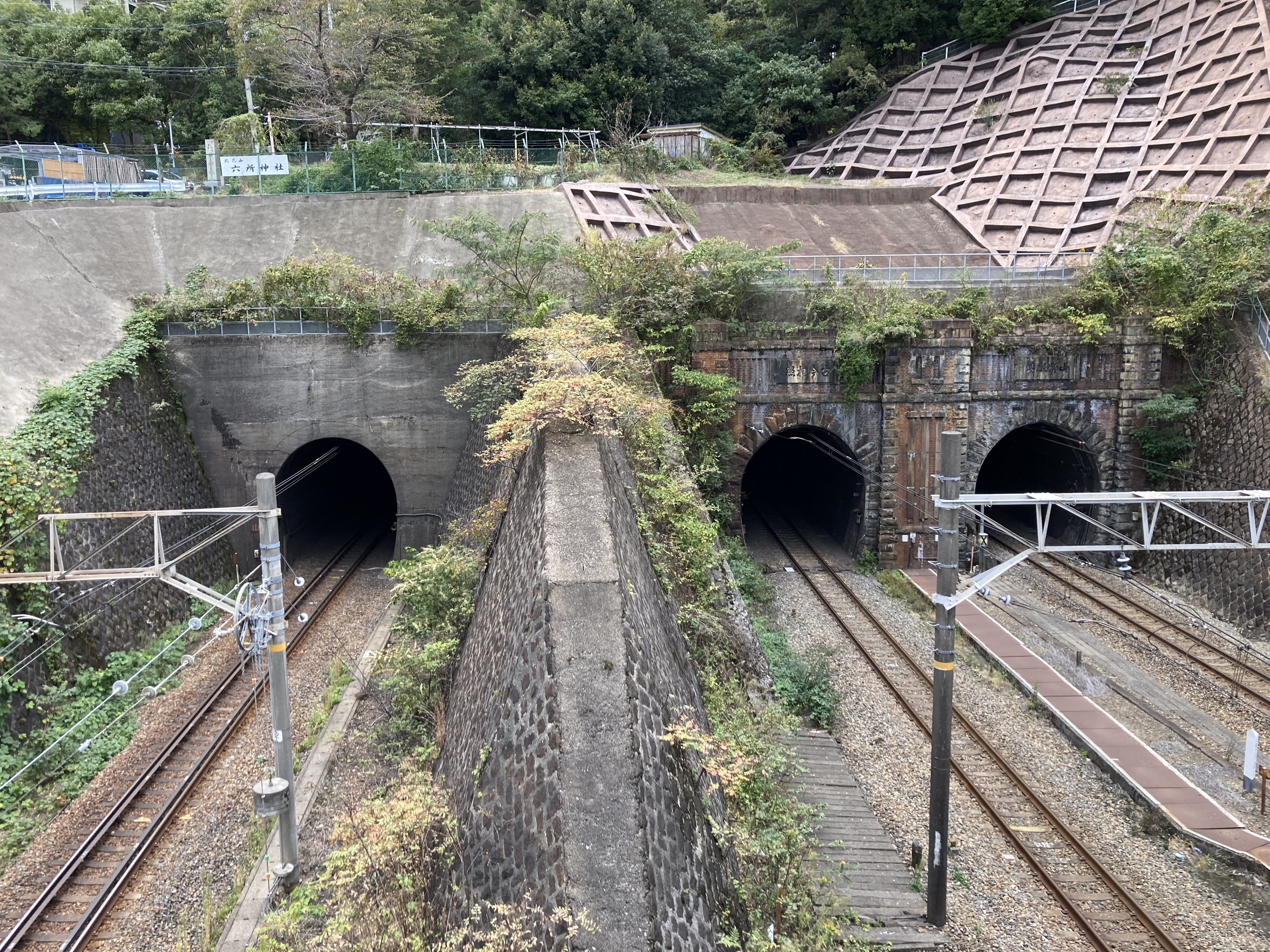
東山隧道東口（左：下り内側線、中央：上り内側線、右：上り外側線）

#### 排煙設備
東山隧道及び新逢坂山隧道は、いずれも長大トンネルで上り勾配だったため、列車から排出される煤煙により保線係員、乗務員、乗客の苦痛となっていた。この対策として日本初の試みとして東山隧道に送風機による排煙設備を施工する事になり、京都帝国大学の滝山與博士指導の下、1927年（昭和2年）2月に着工し、工費80,973円（当時）を投じて同年9月に竣功した。東山隧道の西口は人家が緻密のため、東口を排煙口として西口に送風機を据え付けた。送風機はダブルインレットシロッコファンで風速5m/sを目標に150馬力電動機を用い、排煙が下り線に侵入するのを防止するため、隧道東口の上下線間に鉄筋コンクリート造で長さ67呎（約20.42m）、高さ23呎9吋（約7.24m）の隔壁（防煙壁）を設けていた。なお、採用された送風機はランナ径2,950mmで150馬力の多翼送風機（日立製作所製）で「列車通過後なるべく速かに排煙して次の列車の機関車乗務員を保護するため、トンネル開口近くに内方に斜めに噴出するように設けられた馬蹄形ノズルに送風する」もので「サッカルド式」と呼ばれるものである。
東山隧道上り線（現在の上り外側線）西口に高さ30呎10吋（約9.4m）、上辺34呎8吋（約10.57m）、延長57呎（約17.37m）の鉄筋コンクリート製の風洞を設け、上部平面にシロッコ型横置両側吸入式の送風機と電動機を設置し、トンネル上部に鉄骨屋根、鉄板葺の運転手詰所を設置した。また、風洞下部軌道面に煤塵の飛散を防止するため張石を施工した。風量は毎分7,800m3（但し毎分4,800m3に減少可能）とした。当時の雑誌のコラムによると、列車が通る度に通電すると直径一尺（約30cm）の鉄板扉車が1分間に75 - 120回転して風洞を通じてトンネル内に送風し、トンネル内の煙が山科側に排出されて僅か6分で清浄な空気に換気されると記されている。
翌1928年（昭和3年）7月、新逢坂隧道上り線にも送風機による排煙設備工事に着工し、工費42,402円（当時）を投じて同年11月に竣功した。ただし、東山隧道が列車後方から送風したのに対し、新逢坂隧道では上り線出口が大津市街に甚だしく接近しており、大津方に煤煙を排出して住民に迷惑を及ぼす事を恐れたため、列車前方から送風する方式としていた。

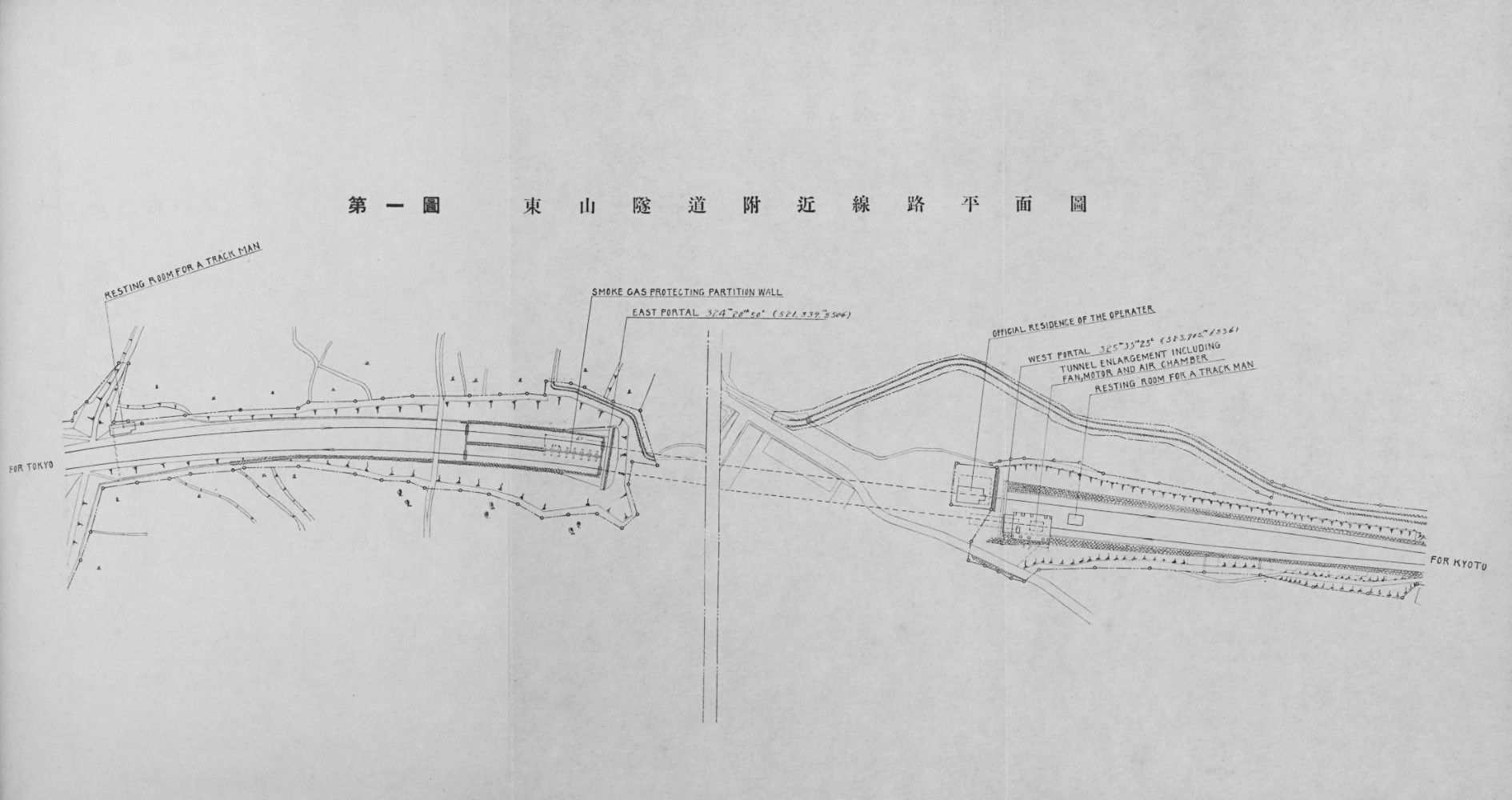
東山隧道附近線路平面図（隧道坑口部） 排煙設備等を記載
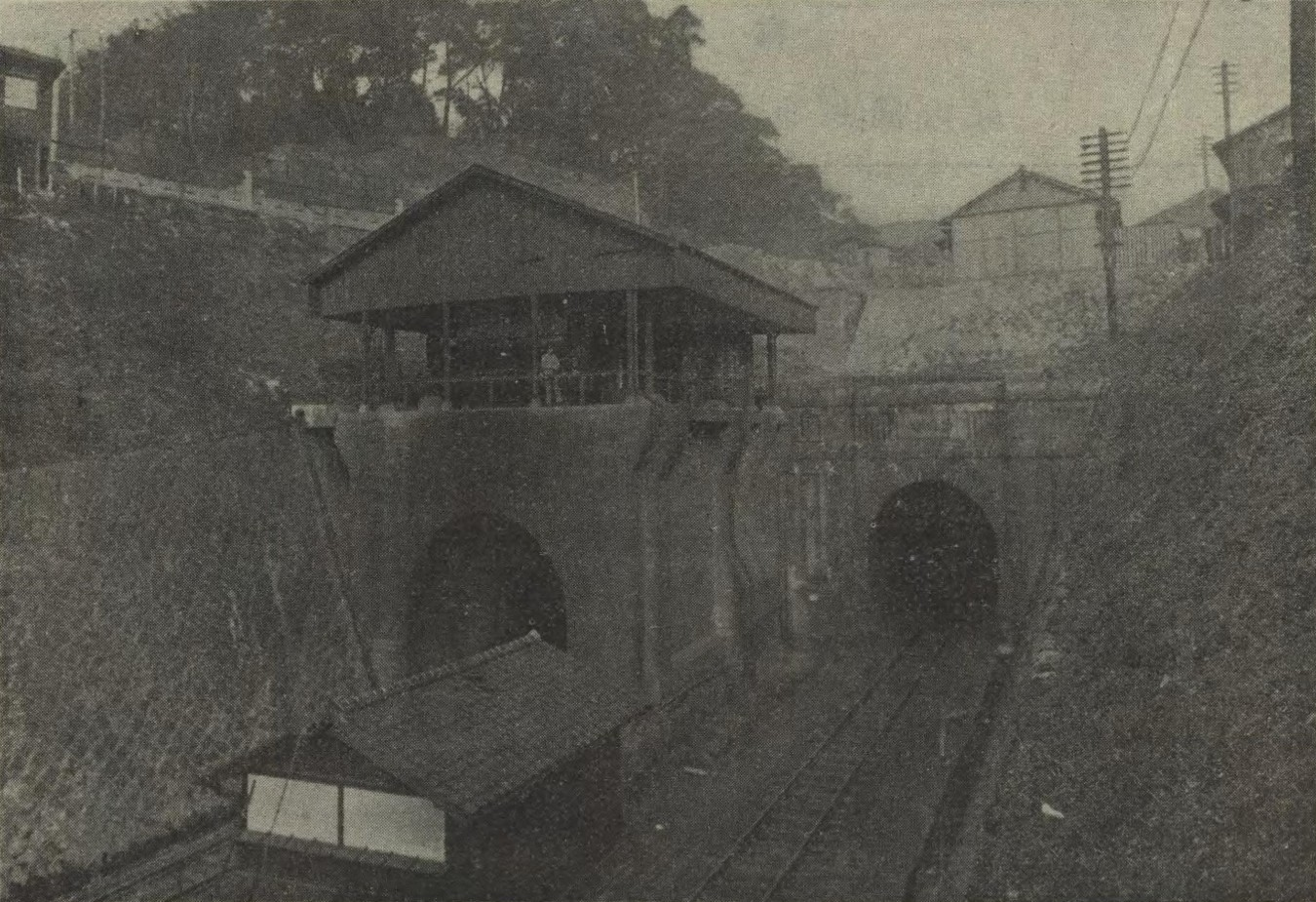
東山隧道西口に設置された通風装置（写真中央左）と運転手詰所（写真後方）
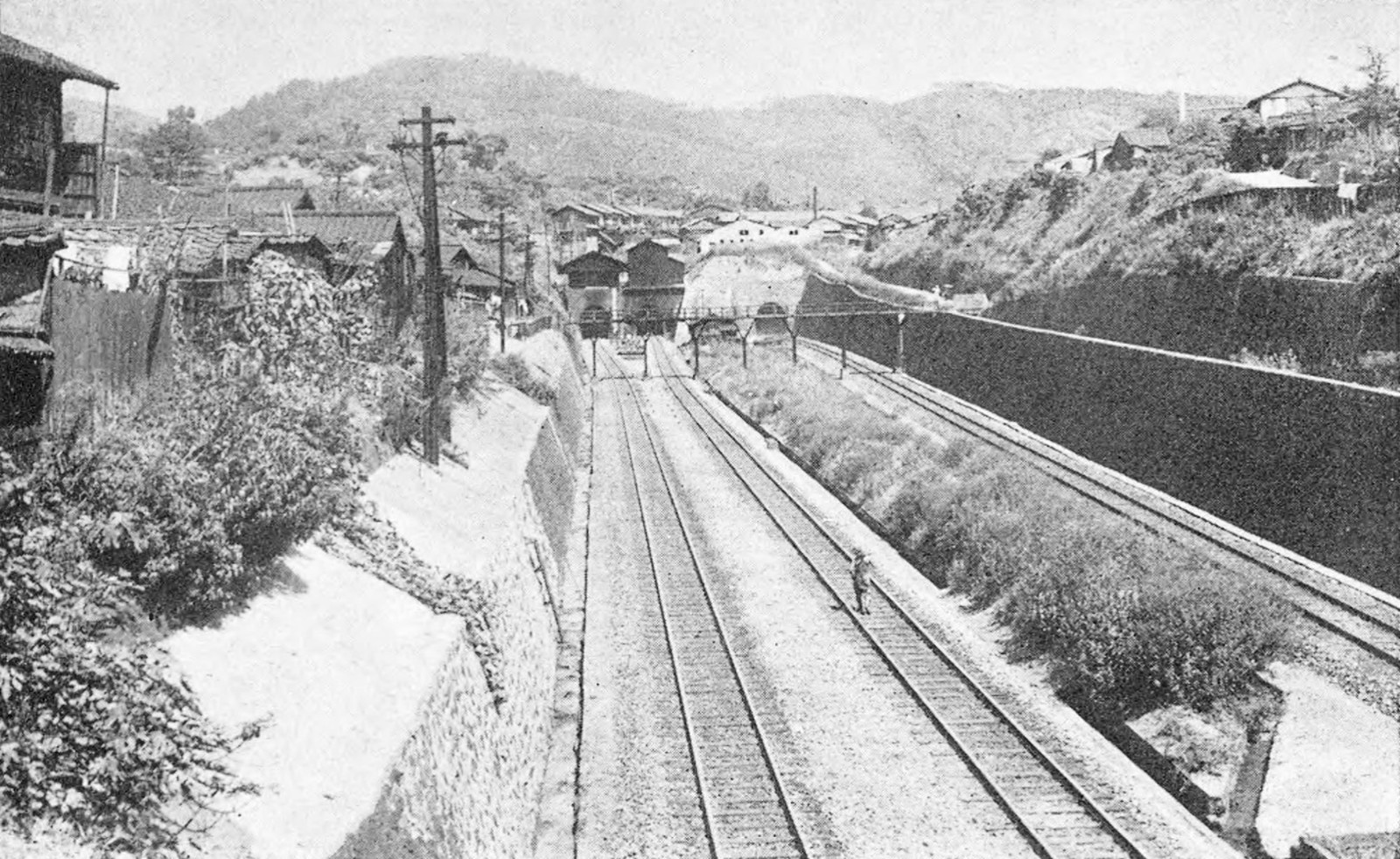
東山隧道西口線路敷（昭和30年以前）。上り線の両方に通風装置を設置する。
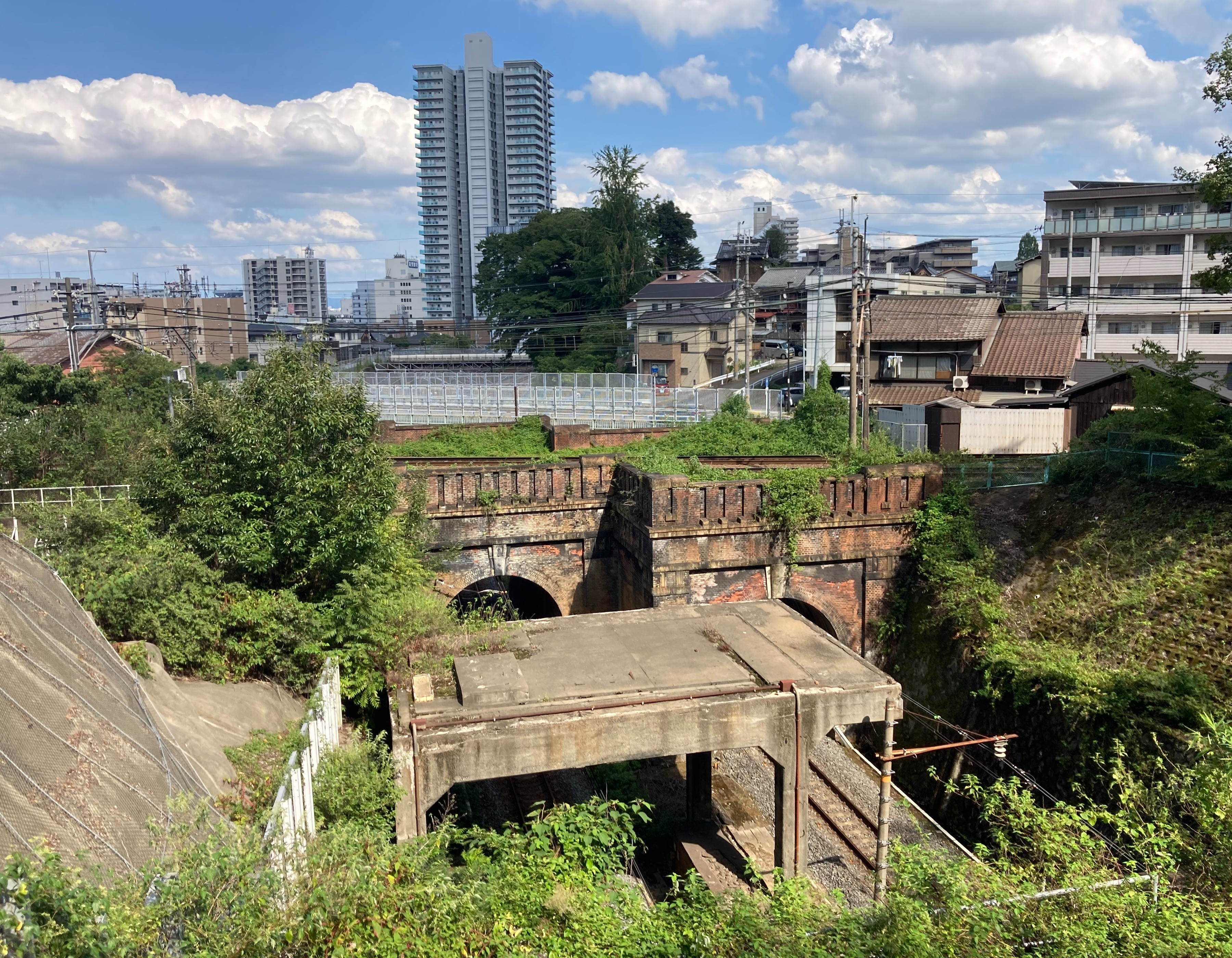
新逢坂山隧道東口の排煙設備跡（写真手前）と京阪京津線蝉丸跨線橋（写真奥）

#### 三線化
新線は最急勾配が上り線で10‰に緩和されたが、第二次世界大戦中の輸送力増強を図るため、京都 - 膳所間で上り1線を増設して上り2線下り1線の三線化が行われた。京都 - 膳所間は東山隧道と新逢坂山隧道の長大トンネルが2本あり、蒸気機関車の煤煙のため後続列車が抑えられ、上り線の線路容量が不足したためである。京都 - 山科間は在来線の南側を、山科 - 新逢坂山隧道西口までは南北両側を、新逢坂山隧道西口 - 膳所までは在来線の北側を拡張して新線を敷設した。
東山隧道下り線（現在の下り内側線）は在来の下り線隧道の外側に新設されたトンネルで、1940年（昭和15年）に着工した膳所 - 京都間線路増設工事の一部として1941年（昭和16年）7月に佐藤工業の請負で東口から工事に着手した。その後、弾丸列車（新幹線）の名古屋 - 京都間の路線が京都駅を経由する「現在駅乗入案」に決定したため、施工中だった同隧道を弾丸列車用新幹線型隧道として施工するように設計変更を行い、1942年（昭和17年）9月25日に「新東山隧道工事（上り線）」として認可された。延長は1,885m、在来の東海道本線東山隧道との間隔は20mで、隧道東口の140m区間が曲線であるほかは直線で、曲線区間は単線一号型断面で着工していたが、直線部は新幹線型断面を採用（但し下部を除く）、新幹線として使用する場合は1.2m掘り下げて完成する事とした。工事の着工は、東口は前述の通り1941年（昭和16年）7月、竪坑口が1942年（昭和17年）1月、西口が1943年（昭和18年）3月で、1944年（昭和19年）8月に竣功した。
東山隧道の掘削は上部開削式により東口と竪坑口から開始した。西口付近洪積層の区間は土かぶりが少なく（最小7m）、地表には人家が密集しているため、予め対策を講じて慎重に施工した。工期短縮のため、西口の施工を竪坑口だけに頼っているのは危険として、西口切取の完成を待たずに斜坑を掘進して西口に向かって掘削した。東山隧道西口切取は数量35,000m3で、搬出土は初めは手押しトロにより京都駅構内に運搬していたが、その後は工事用列車を1日2回工事現場に入れた。本切取工事が遅れたため、その対策として隧道を20m延長して約4,000m3の切取量を節約した。山科 - 東山隧道東口間築堤の盛土数量は約51,000m3（堤築最高12.5m）で、大部分は東山・新逢坂山の両隧道の掘削屑を流用したが、一部は切取り土を流用した。屑の運搬は東山隧道からは蓄電池機関車を、新逢坂山隧道からは工事用列車を使用した。
新逢坂山隧道上り外側線（現在の上り内側線）も、地質を考慮して在来の隧道から20m離れて掘削され、既設隧道との連絡坑を7箇所設けた。西口は1942年（昭和17年）2月、東口は同年5月から掘削を開始し、1943年（昭和18年）12月5日に貫通、1944年（昭和19年）8月に竣功した。構造は既存の煉瓦構造とは異なり、場所打ちコンクリート構造だが、側壁の一部にセメント材料の節約のためか石材が用いられている。なお、単線一号型断面で設計されているが、延長2342.0mのうち741.6m区間の側壁は（単線一号型断面の馬蹄形ではなく）垂直となっている。
本工事は1945年（昭和20年）完成を目標に着工されたが、支那事変（日中戦争）から第二次世界大戦に移る時期に当たり、物価高騰と建設用資材、労務者（特に熟練工）が不足するようになり、労務者向けの食糧確保が非常に困難となったため、工事日程が遅延の兆候を示していた。そのような状況下、軍事上の目的から海運の陸運転化に伴って本工事も幹線輸送力増強工事に指定され、1944年（昭和19年）10月開通を目標に突貫工事を行い、同年8月に新逢坂山・東山の両隧道が竣工したが、既設隧道に変状が生じて修復を行ったため、同年12月1日に開通した。総工費は約2050万円で、うち新逢坂山隧道が527万円、東山隧道が392万円（いずれも当時）。前述のように労務者の確保に苦心を要し、1943年（昭和18年）秋に京都市及び滋賀県から勤労報国隊の奉仕作業を受け、1944年（昭和19年）8月の超突貫時には大阪施設部青年隊及び大阪鉄道局青年錬成所生徒の勤労奉仕を受けた。新逢坂山隧道の労務者延人員は25万3千人、東山隧道の労務者延人員は16万6千人で、全軌道工事延人員は5万2千人だった。この工事により、東山隧道では下り線を上り内側線に転用、新逢坂山隧道では上り線が上り内側線（現在の下り外側線）となっている。
前述の通り、新逢坂山隧道の掘進中、西口から700m - 900m区間の導坑が1943年（昭和18年）夏頃から偏圧を受けて30 - 40cm断面が歪に圧縮されて支保工の一部が折損し、トロの通過に支障を来たすようになったため、この部分は二回縫い返し（再掘削）を行って断面を拡げた。これと関連して既設上り線隧道（西口から700m - 900m間）、同下り線隧道（西口から700m - 950m間）に変状が生じ、同年11月初旬から側壁・スプリング部・クラウン部に線路方向に亀裂が生じ、一部が剥落したため、大阪鉄道局が実態を調査した後、応急工事としてレールセントル（型枠）を用いて補強し、更にコンクリートにより内側に40cmの巻き立てを行った。なお、トンネル補強は第二次世界大戦後も行われ、1947年（昭和22年）、1948年（昭和23年）に内巻補強コンクリートを施工し、1951年（昭和26年）には上り外側線（現在の上り内側線）を修覆している。内巻コンクリートは上り内側線、下り線とも全断面でアーチ頂部で40cm、側壁下部で30cmだった。上り外側線はアーチ部分のみで上部25cm、起拱点で側壁面と合わせており、修覆コンクリートには軽便8kgレールが埋め込まれていた。
畳築（巻き立て）は、当初は本巻で施工していたが、工期短縮による突貫工事が始まる直前の1942年（昭和17年）11月7日に、新逢坂山隧道西口から約200mの地点で約20m間・土量約700m3が崩壊し、復旧に2か月を要したため、以後は新逢坂山・東山両隧道とも逆巻で施工された。東山隧道は穹拱（アーチ）の両端には足を付け、側壁は千鳥に施工し、地質の悪い部分は厚さを増した上で裏面を直とした。
なお、第二次世界大戦後の東海道新幹線建設に当たり、新東山隧道と同時期に工事が行われたトンネルのうち、完成済みの日本坂隧道（日本坂トンネル）は在来線で使われた後、新幹線用に再整備されてそのまま利用され、工事が中断された新丹那隧道（新丹那トンネル）は弾丸列車の当初計画のまま工事を再開して完成したが、新東山隧道については草津 - 京都間が音羽山トンネルを抜けた後、山科盆地を東西に横断するルートに変更されたため、新幹線用に別トンネル（東山トンネル）が掘削されている。
両隧道とも排煙設備は西口に設置され、新逢坂山隧道には小仏隧道（小仏トンネル）から多翼式送風機を移転し、東山隧道には国有鉄道初のプロペラ式送風機を設置した。なお、現在見える東山隧道上り内外線の西口坑門は、実際には排煙設備だった風洞の開口部であり、本来の東山隧道西口のポータルは衛星画像や航空写真で確認可能である（北緯34度59分10.54秒 東経135度46分38.93秒 / 北緯34.9862611度 東経135.7774806度）。
1956年（昭和31年）11月19日、米原駅 - 京都駅間の電化により東海道本線が全線電化され、電気機関車の導入に伴い牽引力が増加したため、三線のうち1線を休止して複線で運用されていた。なお、休止中の東山隧道下り線（現在の下り内側線）・新逢坂山隧道下り線（現在の下り外側線）について、電車走行可能のための補強工事が行われ、1959年（昭和34年）2月10日に改修工事が完成している。

#### 複々線化
東海道本線全線電化に伴う通勤客輸送の増加に対応するため、1965年（昭和40年）3月16日に日本国有鉄道の理事会は東海道本線草津・京都間22.1kmの複々線化計画（総工費153億円）を決定し、同年6月に着工された。
新逢坂山隧道上り外側線（延長2,395.6m）は、既存の上り線（現在の上り内側線）隧道の外側（北側）に新たに掘削されたトンネルで、1966年（昭和41年）1月3日に工事着手し、1968年（昭和43年）10月31日に竣工した。単線一号型断面で設計されたが、東口（大津口）に新たな坑口を設ける余裕が無かったため、東京方の182.0m区間については在来の上り内側線を複線断面（最大幅9.44m、高さ6.58m）に改築して上り外側線と共通としている。
東山隧道下り外側線（延長2,263.1m）は、1944年（昭和19年）に竣工した下り線隧道の外側（南側）に新たに掘削されたトンネルで、1966年（昭和41年）1月3日に工事着手し、1968年（昭和43年）10月15日に竣工した。東京方の1953.0mは単線一号型断面で建設されたが、神戸方の282.8m区間は坑口防護の観点からボックスラーメン構造の明かり巻きとしている。東山隧道下り外側線も新逢坂山隧道上り外側線と同様、東口（花山口）側は新たな坑口を設ける余裕が無かったため、既存の隧道東口から東京方に約80m離れた北花山第2跨線橋付近に下り外側線東口を設け、西口（京都口）側についても線路敷を拡幅する事が困難だったため、線路敷の南側擁壁をくり貫く形でトンネルを構築し、今熊野橋の南側橋台を改築して西口を構築している。
複々線化工事は1970年（昭和45年）2月23日に完成。これにより東山隧道では現在の下り外側線が掘削され、新逢坂山隧道では現在の上り外側線が新たに掘削された。このうち、新逢坂山隧道の上り内側線隧道と上り外側線隧道は、上記の通り大津口付近で合流している。つまり西口（山科口）側からは4つ坑口があるが東口（大津口）側は3つしかないことになる。

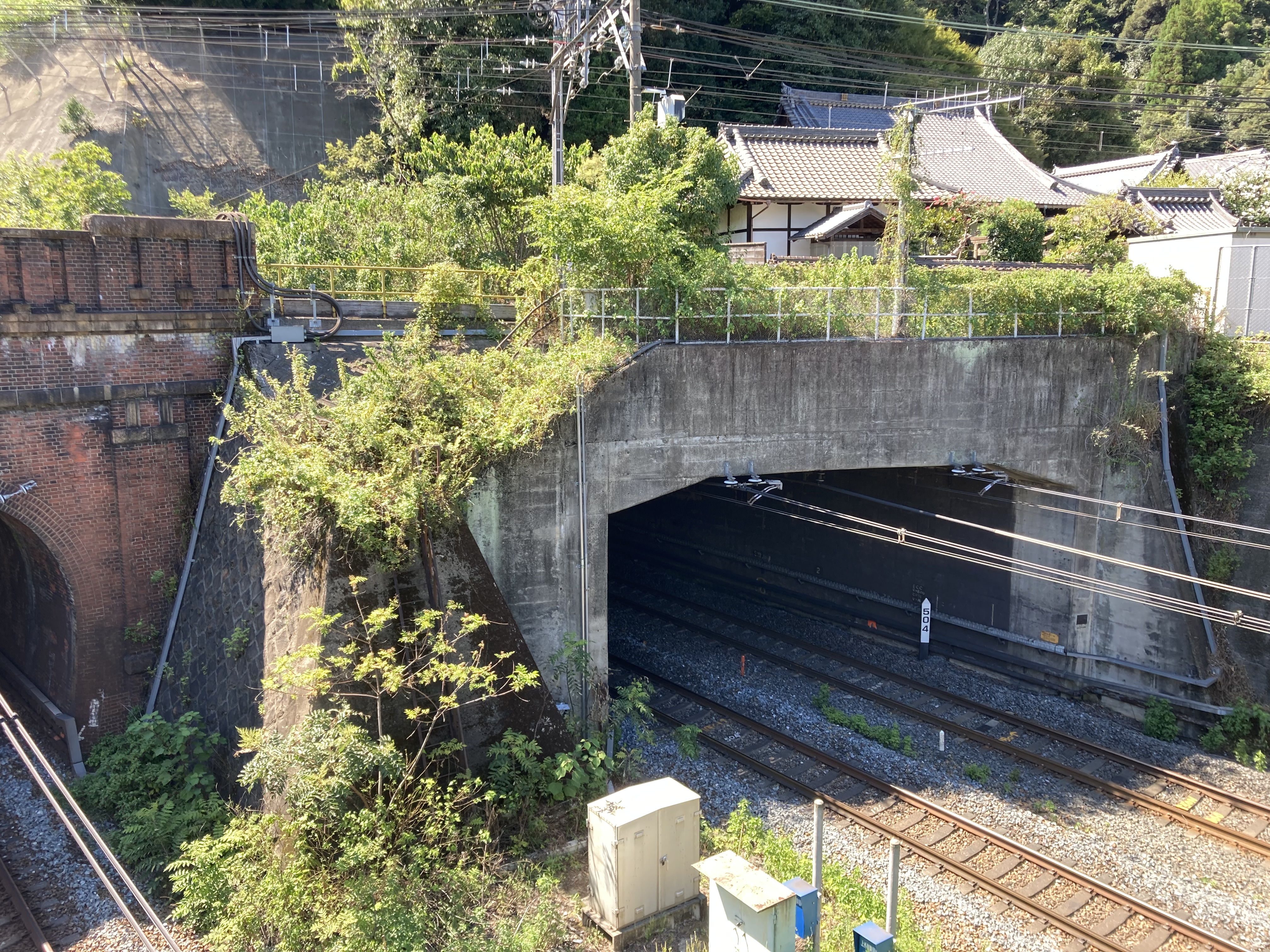
新逢坂山隧道東口坑門（上り内外線）
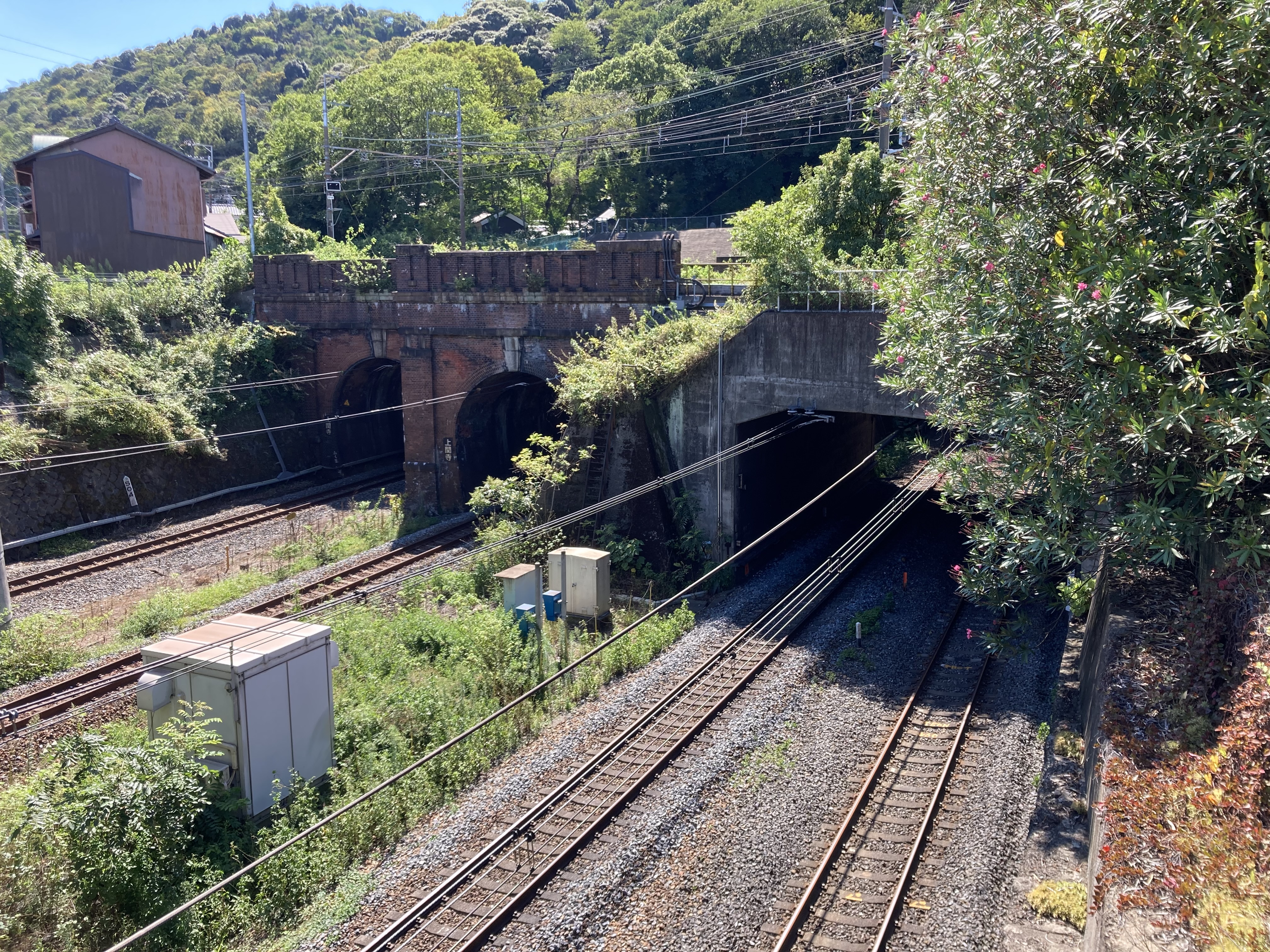
蝉丸跨線橋（上関寺隧道：左）と 新逢坂隧道（上り内外線：右）
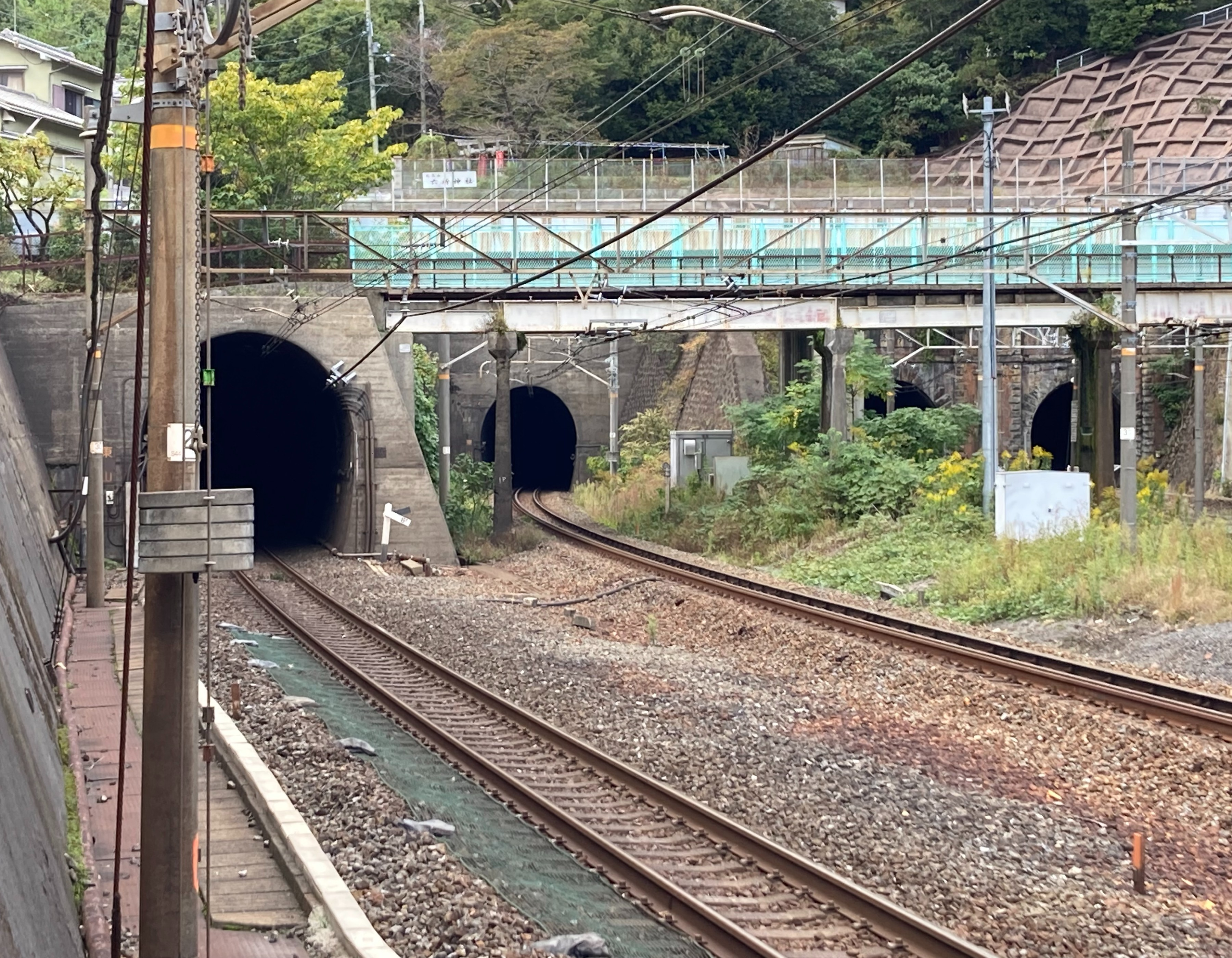
東山隧道下り外側線東口坑口（中央左）と北花山第2跨線橋（水色柵の鋼橋）
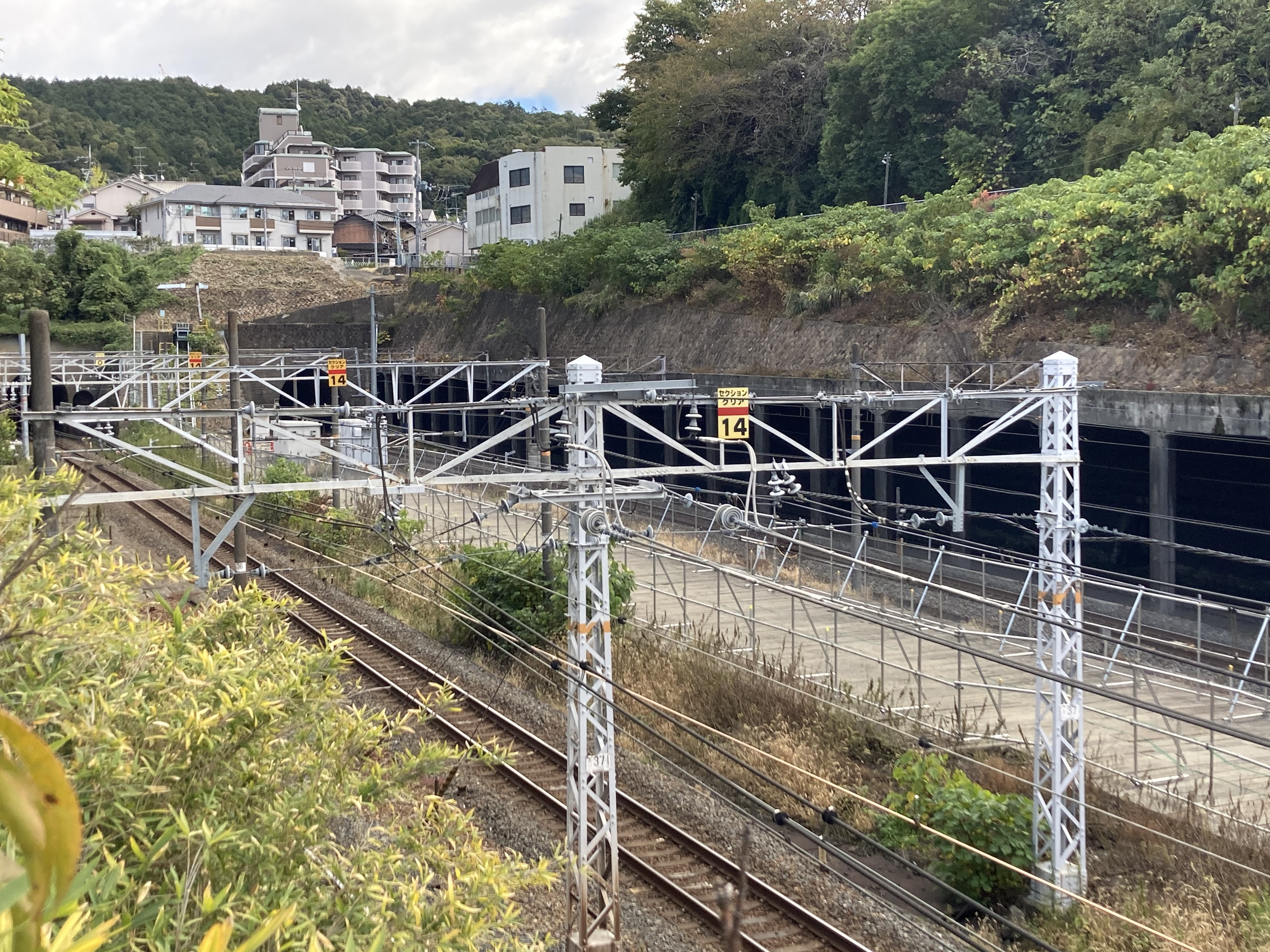
東海道本線 東山隧道西側線路敷。中央奥の半地下構造が東山隧道下り外側線
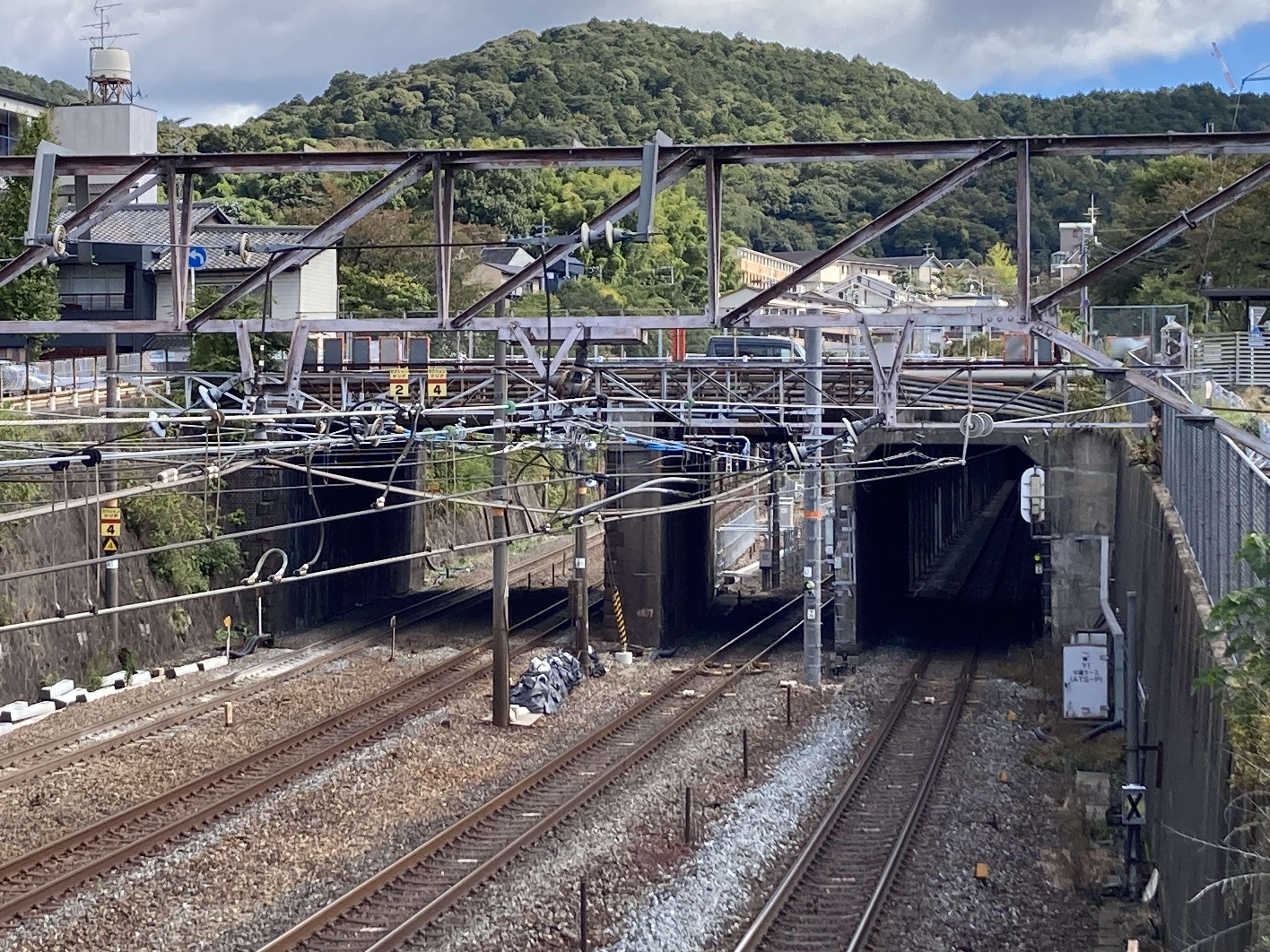
今熊野橋と東山隧道上り外側線西側坑口（中央右側）

## 京阪京津線逢坂山隧道
逢坂山隧道は、大谷駅と上栄町駅の間にある京阪京津線のトンネル。全長約250mで、京阪電気鉄道の鉄軌道線では唯一の山岳トンネルである（ほかに京阪鋼索線に2か所山岳トンネルがある）。トンネルの中は急勾配のため、東西の出口の高低差は約10mある。

### 建設の経緯
京都と大津は距離にしてわずか10km程度にもかかわらず、東山と逢坂山との2ヶ所の山越えがあって昔から交通が不便だった。1880年（明治13年）7月15日に開通した官設鉄道（東海道本線）の京都駅も当時の繁華街の中心からやや外れており、稲荷山の南を大きく迂回する当時の路線はいっそう不便なものに感じた。そこで1894年（明治27年）頃、京都と大津の繁華街へ通じる路線を建設しようという計画が起こった。
1906年（明治39年）3月19日、旧東海道に沿って京都市中心部と大津市中心部を直結する電気鉄道の敷設を目的に、京津電気軌道が大津市御蔵町 - 京都三条間の軌道敷設を内務省に出願。これに続いて京都電気鉄道、近畿電車鉄道が同一区間の軌道敷設を内務省に出願し3社の競願となった。内務省は3社に対して計画の一本化を要請。京都電気鉄道が京津電気軌道に合流する事になり、1907年（明治40年）1月24日、軌道条例（明治23年法律第71号）に基づき、内務省から京津電気軌道に対して三条大橋駅 - 札ノ辻駅間の軌道敷設特許状と命令書が交付された。1910年（明治43年）3月28日、京都商工会議所において京津電気軌道株式会社の創立総会が開催されて発足すると、翌1911年（明治44年）6月21日に滋賀県側で路線建設工事に着工。同年8月1日に逢坂山隧道（全長約250m）の掘削工事を東口から着工し、同年12月4日に貫通した。
1912年（大正元年）8月15日、官設鉄道東海道本線を跨ぐ蝉丸跨線橋（上関寺隧道）の建設工事が遅れたため、三条大橋駅 - 上関寺仮乗降場間と上関寺駅 - 札ノ辻駅間がそれぞれ個別に開業（上関寺駅付近約100mは徒歩連絡）。同年12月14日、蝉丸跨線橋（上関寺隧道）の建設工事が竣工し、上関寺仮乗降場 - 上関寺駅間約100mが開業、三条大橋駅 - 札ノ辻駅間10.0kmの直通運転を開始した。1925年（大正14年）2月1日、京津電気軌道が京阪電気鉄道と合併し、逢坂山隧道は京阪京津線の施設の一つとなった。
大津線車両の集電装置がポールからパンタグラフ化されるに合わせて逢坂山隧道の掘下げ工事が行われ、1968年（昭和43年）6月15日に竣工している。

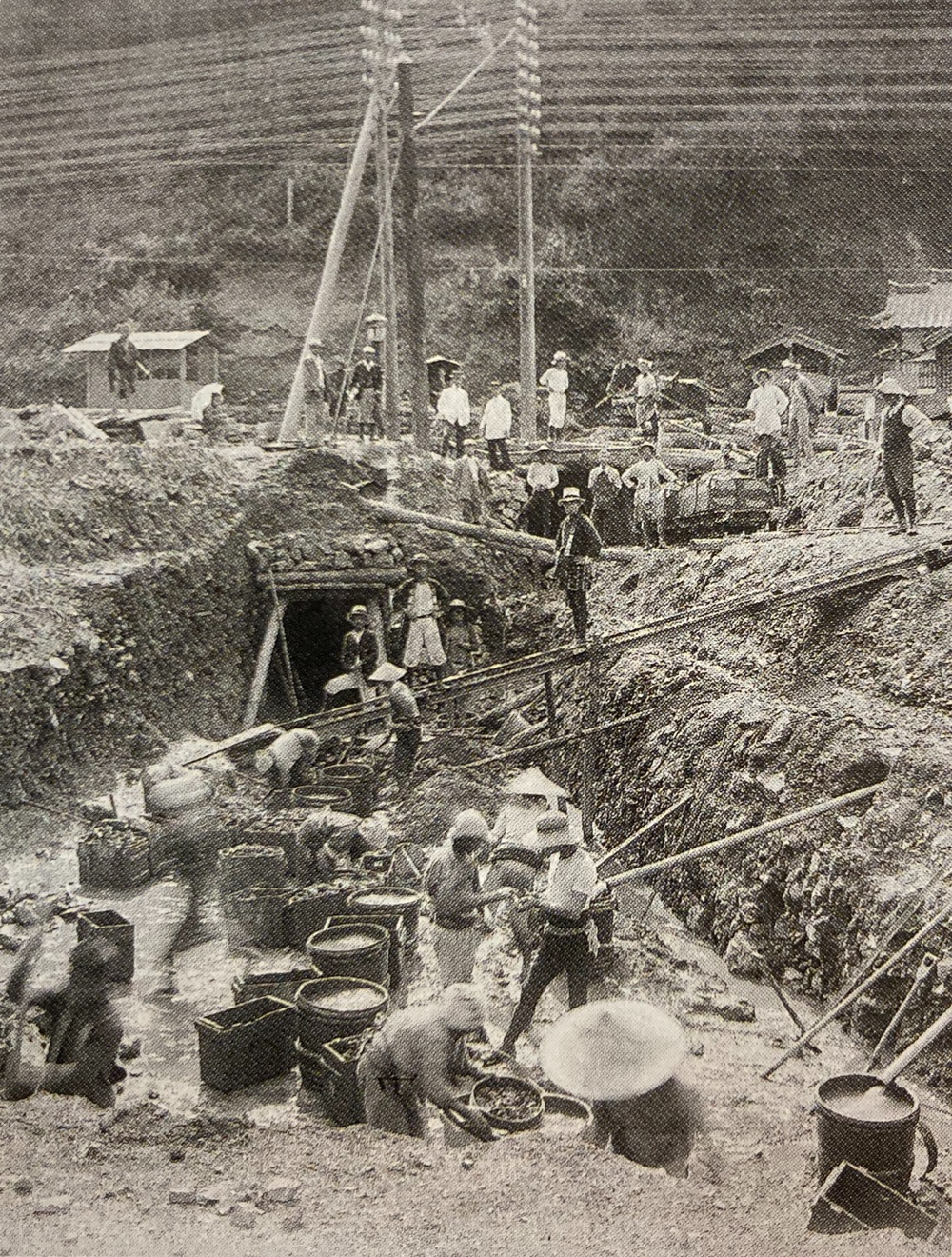
建設中の京津電気軌道逢坂山隧道 （1911年）
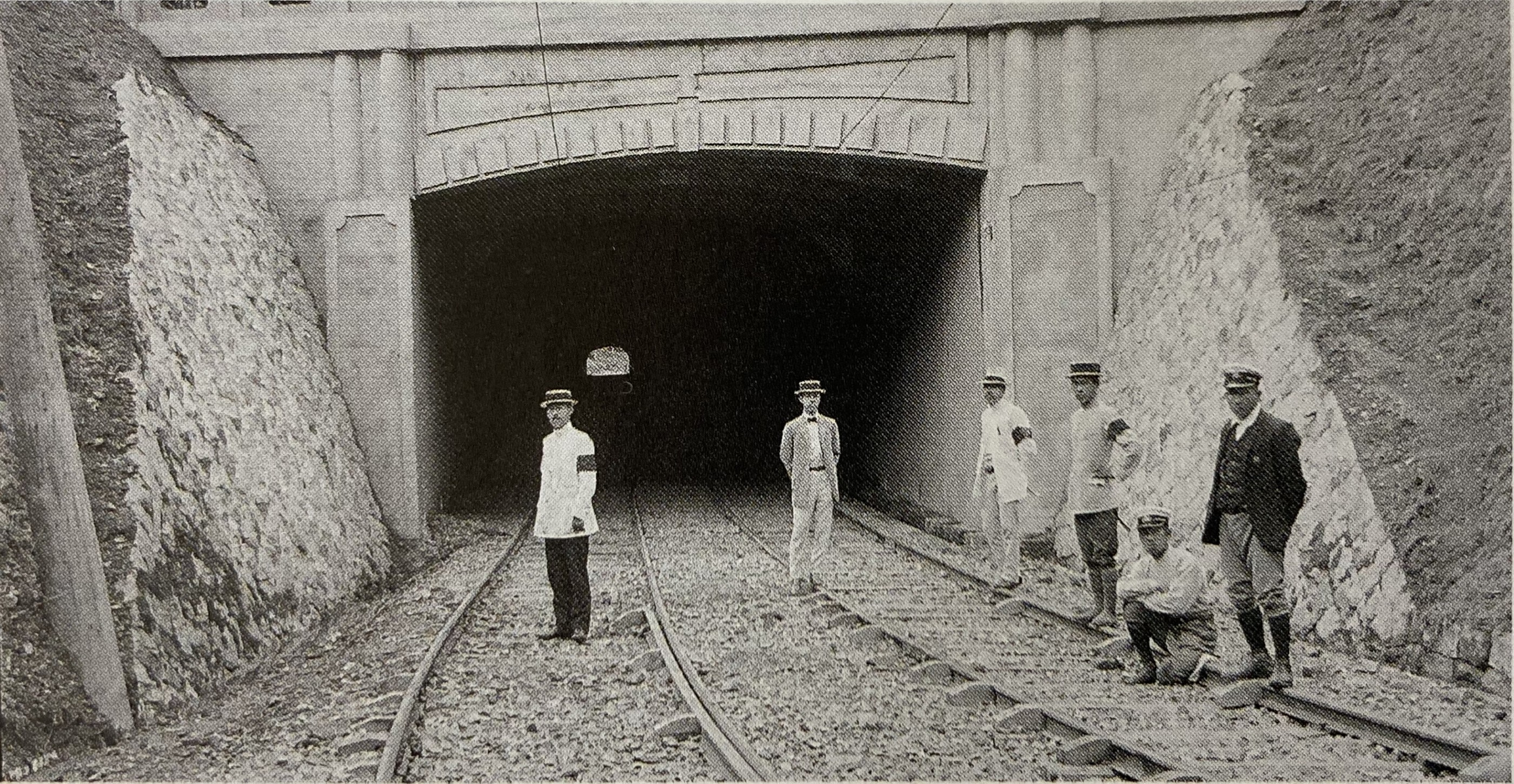
完成した京津電気軌道逢坂山隧道 （1911年）

## 山科と大津を結ぶその他のトンネル
山科と大津を結ぶトンネルは、上記のほか以下のものがある。
- 鉄道
  - 音羽山トンネル（音羽山、東海道新幹線）
  - 長等山トンネル（長等山、湖西線）→長等山トンネル#湖西線の長等山トンネルを参照。
- 道路
  - 長等トンネル（長等山、国道161号西大津バイパス）→長等山トンネル#西大津バイパスの長等トンネルを参照。
  - 蝉丸トンネル・大津トンネル（名神高速道路）
- 水路
  - 第1トンネル（長等山、琵琶湖疏水第1疏水）→長等山トンネル#琵琶湖疏水の第1トンネルを参照。
  - 琵琶湖疏水第2疏水（大津から蹴上までの全線で暗渠となっている[67]）